# Campanário de Giotto
Vista do campanário a partir da catedral.
O campanário de Giotto é a torre campanária de Santa Maria del Fiore, Catedral de Florença, e se encontra na praça do Domo.
Seus alicerces foram escavados por volta do ano de 1296 no sitio da nova Catedral tendo Arnolfo di Cambio como empreiteiro.
A posição incomum do campanário, alinhado à direita da fachada, reflete o desejo de dar grande importância como sinal de verticalidade ao centro da Ínsula Episcopal, além, provavelmente, da necessidade prática de liberar o ponto visual da zona apsidal para a grande cúpula, prevista desde o projeto de Arnolfo.
Em 1334 Giotto di Bondone sucedeu Arnolfo di Cambio no cargo de empreiteiro e se dedicou imediatamente à construção do primeiro andar da torre, abandonando - segundo uma lenda - o canteiro da Basílica.
Giotto forneceu um projeto original da torre campanária, com uma terminação cúspide piramidal de 50 braços florentinos (cerca de 30 metros) de altura. Segundo o projeto, a altura total deveria ser de cerca de 110-115 metros, mas atualmente é de 84,75 metros.
Um desenho preservado no Museu da Opera do Domo de Siena foi, de acordo com alguns estudiosos, inspirado nesse projeto.

## Os sinos
O campanário possui um conjunto de sete sinos:
- 1 - Campanone: de 1705, com 2m de diâmetro, 2,10m de altura, por volta de 5385 kg, corresponde à nota musical La2, e foi fundido por A. Petri;
- 2 - La Misericordia: de 1830, com 1,52m de diâmetro, 2100 kg, nota musical Do3, fundido por C. Moreni;
- 3 - Apostolica: de 1957, com 1,25m de diâmetro, 1200 kg, nota musical Ré3, fundido por P. Barigozzi;
- 4 - Annunziata: de 1956, com 1,15m de diâmetro, 856,5 kg, nota musical Mi3, fundido por P. Barigozzi;
- 5 - Mater Dei: de 1956, com 95 cm de diâmetro, 481,3 kg, nota musical Sol3, fundido por P. Barigozzi;
- 6 - L'Assunta: de 1956, com 85 cm de diâmetro, 339,6 kg, nota musical La3, fundido por P. Barigozzi
- 7 - L'Immacolata: de 1956, com 75 cm de diâmetro, 237,8 kg, nota musical Si3, fundido por P. Barigozzi.

Neste link  é possível ouvir o plenum, ou seja, a melodia dos 7 sinos tocada em solenidades.

## Perfil Turístico

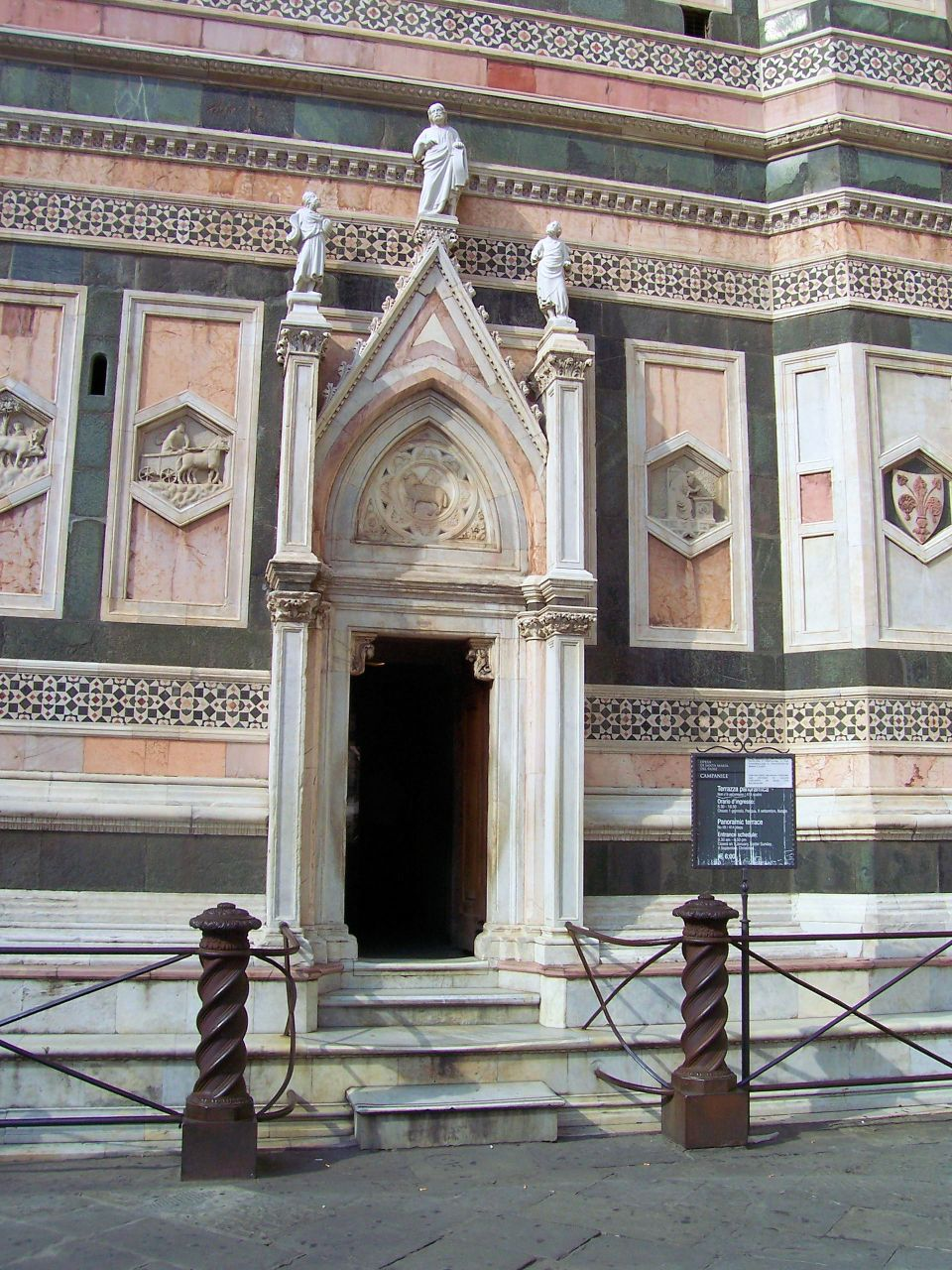
Entrada do Campanário

O Campanário de Giotto é administrado pelo ente laico Opera del Duomo Fiorentino, que administra o museu, a Catedral, o Batistério e os outros monumentos localizados na mesma praça. Este ente não se ocupa tão somente da fruição dos monumentos, mas é também responsável pela conservação, restauro e manutenção dos edifícios.
No ano 2000 foram vendidos cerca de 290.000 bilhetes para subir no Campanário, ocupando o terceiro lugar em número de visitas, perdendo apenas para o Batistério (aproximadamente 485.000 visitas) e para a Cúpula de Brunelleschi (aproximadamente 412.000 visitas)

## Sobre a Construção

### Giotto
O estilo de Giotto é mais evidente na originalidade do refinado revestimento em mármore branco (proveniente das pedreiras de Campiglia Marittima e Pietrasanta), verde (serpentinite di Prato), e vermelho (Monsummano Terme, Siena), e, principalmente, no grandioso ciclo figurativo que enfeita a base do campanário: uma série de representações que associa o Campanário de Giotto a outras grandes obras da escultura figurativa como os portais das catedrais românicas e góticas (Arles, Fidenza, Chartres, Orvieto); mas a comparação melhor pode ser feita com os relevos da Fontana Maggiore em Perugia (1275-1278) obra de Nicola e Giovanni Pisano e também com o Batistério de Parma e o célebre zoóforo de Benedetto Antelami (por volta de 1216).
Mesmo que a crítica não tenha reconhecido com certeza a mão do mestre em alguns dos relevos, não existem dúvidas sobre a sua participação no desenvolvimento do programa iconográfico
No ano da morte de Giotto, em 1337, somente o dado, uma parte do pedestal estava pronto, mas as falhas estruturais do projeto já se tornavam evidentes. O anônimo autor de Commento alla Divina Commedia, do século XIV, escreve que Giotto morreu de dor por ter dado pouca estrutura à base do campanário.
De fato, os demais relevos feitos no campanário provaram que o projeto inicial previa um muro com uma base de 1,60 m de espessura, o que não permitiria que a torre atingisse a altura prevista. Além disso, acima do primeiro andar, Giotto havia feito um recuo (uma reentrância linear da face externa do muro) de 24 cm, o que diminuía a sua espessura em quase meio metro. E, ainda, a escada de acesso aos andares superiores não seria, como normalmente acontece, esculpida no poço central da estrutura, mas seria escavada no centro do muro, solução que permitiria uma série de cômodos de grandes dimensões, mas que acabaria enfraquecendo ainda mais o embasamento.

### Andrea Pisano

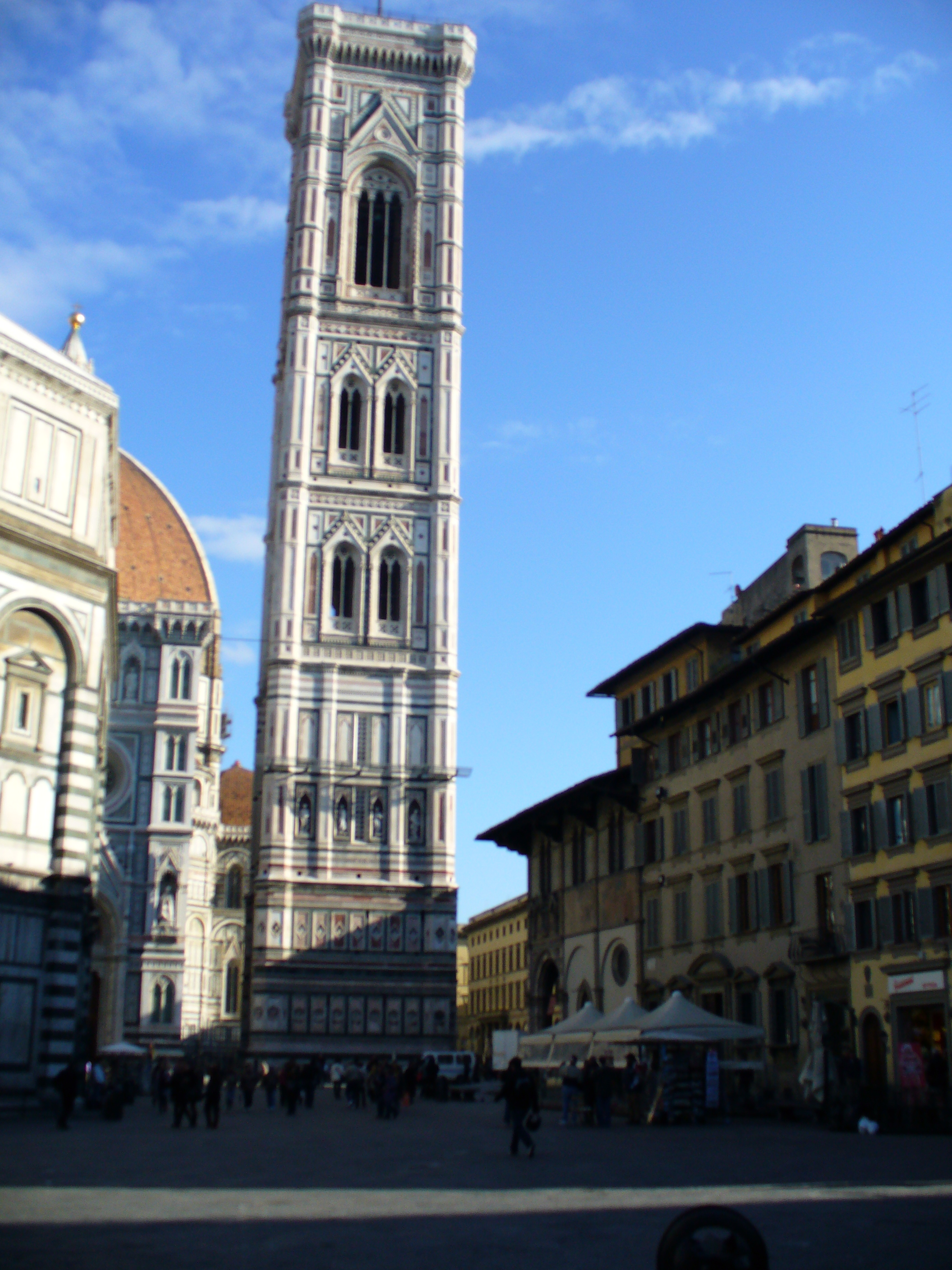
Vista da Praça de São João

Giotto permaneceu como chefe das obras do campanário até a sua morte, em 1337. Giorgio Vasari menciona o pintor Taddeo Gaddi como seu sucessor, e alguns acreditam que ele tenha organizado o espessamento dos muros no interior do primeiro andar; entretanto, nos documentos do Museo dell'Opera di Santa Maria del Fiore, o único sucessor documentado é Andrea Pisano, que já havia colaborado com a decoração do campanário.
Andrea Pisani prosseguiu com os trabalhos, modificando o desenho externo e acrescentando duas lesenas em cada face do campanário, na tentativa de consertar a diminuição de espessura dos muros por causa das reentrâncias. Entre as lesenas, ele projetou uma janela do tipo monófora (como mostra o desenho da Ópera do Duomo de Siena), a fim de iluminar a sala de representação do primeiro andar.
Além disso, as duas salas localizadas acima da sala térrea foram feitas em falso, quer dizer, não se apoiavam nos muros, mas sobre o teto da sala de baixo, ganhando preciosos centímetros de espessura no muro, a partir de dentro. Essa modificação funcionou perfeitamente, pois o campanário pode atingir os 85m previstos sem maiores problemas. Os únicos inconvenientes que permaneceram foram: o estreito vão na base do campanário e as janelas irregulares.
Andrea Pisano administrou as obras de 1337 até 1348. Na parte construída sob sua administração, foram feitos uma série de nichos ogivais para colocar esculturas de vulto, que seriam mais visíveis de baixo se comparadas à visibilidade dos baixo-relevos.

### O problema das escadas

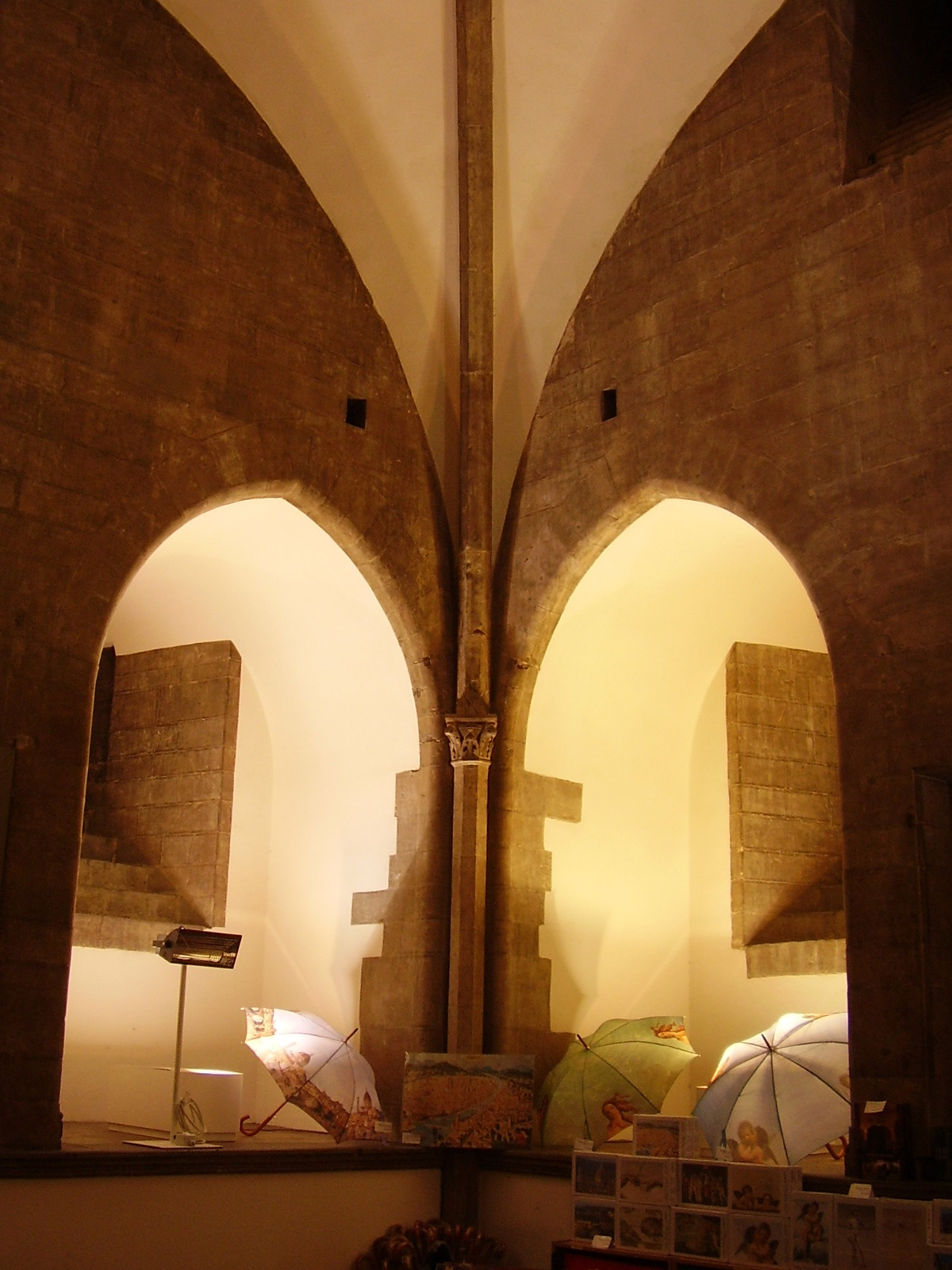
Sala do andar térreo com o teto ogival apoiado em pequenas colunas

Uma citação vaga de Antonio Pucci, poeta de 1300, menciona que Andrea Pisano foi destituído do cargo de responsável pela obra devido aos erros cometidos no segundo andar do campanário. Existem dúvidas quanto à credibilidade dessa citação e também não se sabe ao certo quais seriam os tais erros; provavelmente durante a administração de Andrea Pisano, tenha sido necessário adaptar a obra a fim de prosseguir com a construção, não obstante os defeitos do plano original.
O problema surgiu por causa da necessidade de duas escadas diversas. Enquanto uma escada servia para ir a sala dos sinos e ao topo do campanário, a outra escada era reservada ao acesso aos três grandes salões com uso de representação Com efeito, esses salões possuem acabamento de alto nível, tetos ogivais apoiados em pequenas colunas nos cantos e chaves decoradas (o térreo contém o Agnus Dei, símbolo da Ópera do Duomo, e o primeiro andar possui o Giglio araldico de Florença).
Obrigatoriamente as duas escadas não poderiam se encontrar e, por isso, deveriam seguir percursos complicados; além disso, existia a preocupação com o espaço vazio dentro do muro, que poderia enfraquecer as paredes.
O ponto de maior complexidade estava justamente na altura do segundo dado (parte do pedestal) do campanário: Andrea conseguiu fazer as duas escadas, mas, para construí-las, teve que sacrificar as janelas que davam luz ao salão do primeiro andar. De fato, ao invés da janela monófora anteriormente projetada, teve que se acontentar com dois pontos de luz pequenos e irregulares.
Vistas exteriormente, as aberturas não estariam simétricas e então Andrea teve que recorrer a um artifício: diminuiu a monófora projetada no espaço entre as lesenas até se tornar uma faixa estreita (coberta com uma grade de mármore) e tampando o espaço não utilizado com outros dois nichos ogivais levemente mais estreitos que os outros.

### Francesco Talenti

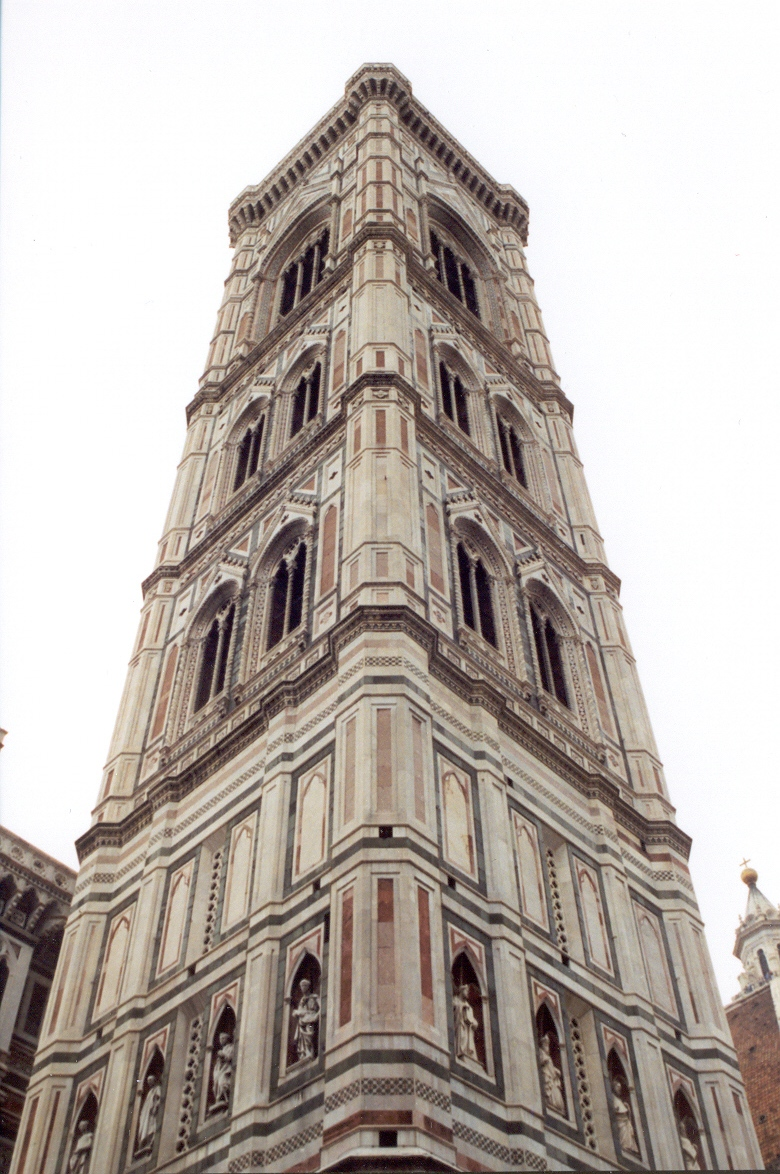
Campanário de Giotto visto de lado

Depois de uma interrupção das obras por causa da peste negra, o campanário foi concluído em 1359 por Francesco Talenti, que pode concluir rapidamente os trabalhos pois não havia mais problemas de estática para resolver. Bem ou mal, todos os problemas já tinham sido resolvidos pelo seu antecessor. Mas Francesco provou sua grande habilidade organizando a construção como se fosse quatro maciços pilares angulares ligados por muros relativamente finos, de onde se abrem grandes janelas.
Agora era necessária somente uma escada e se poderia usar somente um pilar por vez, escavando nele uma escada em forma de hélice para passar pelas grandes janelas (a hélice é dupla no último andar para passar pela altíssima trífora). A Francesco Talenti se devem 3 andares: os dois mais baixos com um característico motivo de bíforas aos pares, talvez provenientes de Siena; e o último andar com a sala dos sinos abertas com enormes triforas com tímpano.
Em cima da sala dos sinos foi construída uma plataforma proeminente com um rico balaústre, no lugar da cúspide prevista no projeto de Giotto. Vasari acredita que essa escolha foi determinada por uma precoce reação ao estilo gótico
Um detalhe curioso: no revestimento de mármore do último andar foram empregados lâminas de mármore branco com desenhos em estilo românico, talvez restos provenientes das obras do Batistério.

## O Complexo Decorativo

### Os baixo-relevos da base

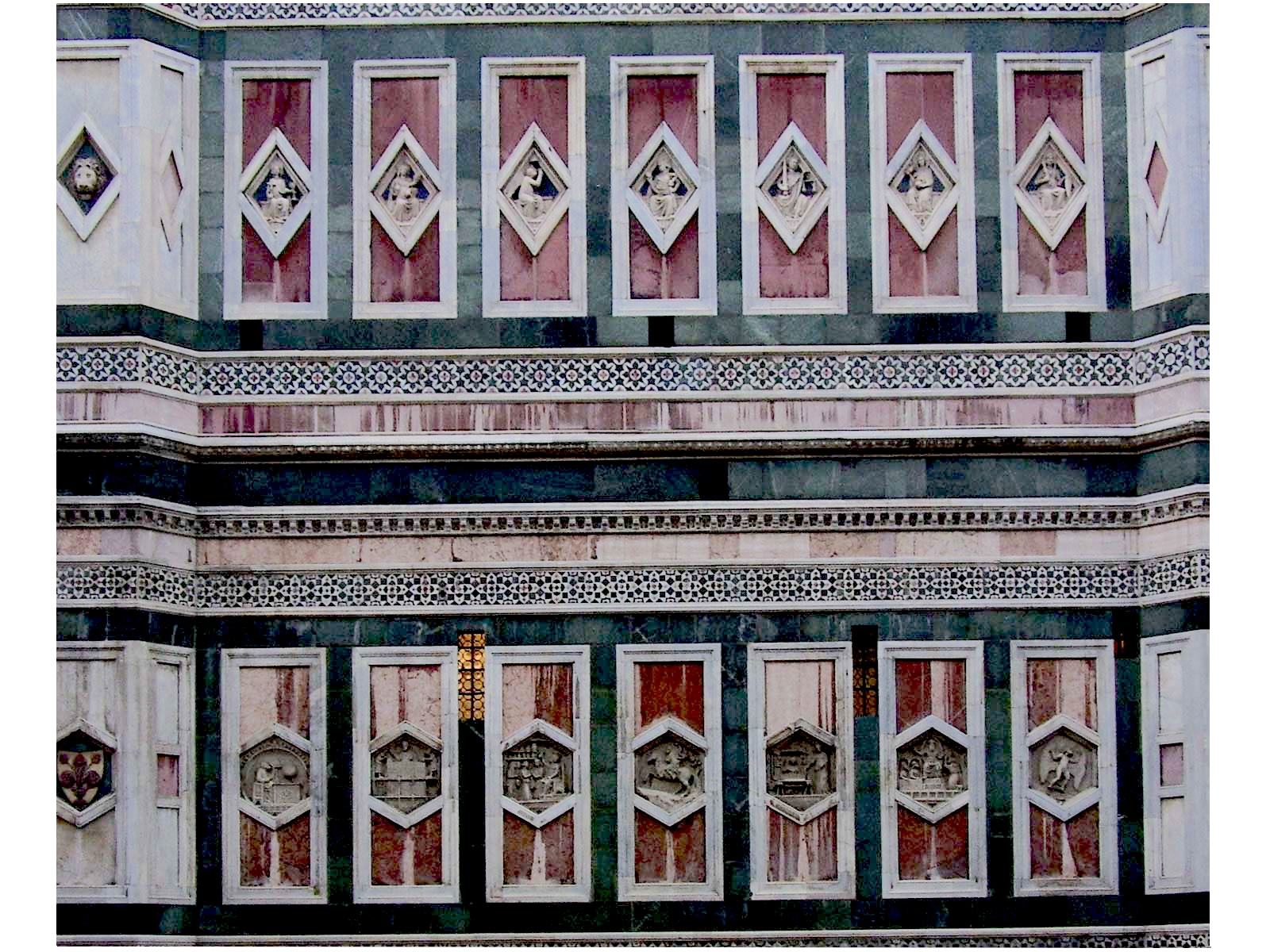
Relevos do lado sul

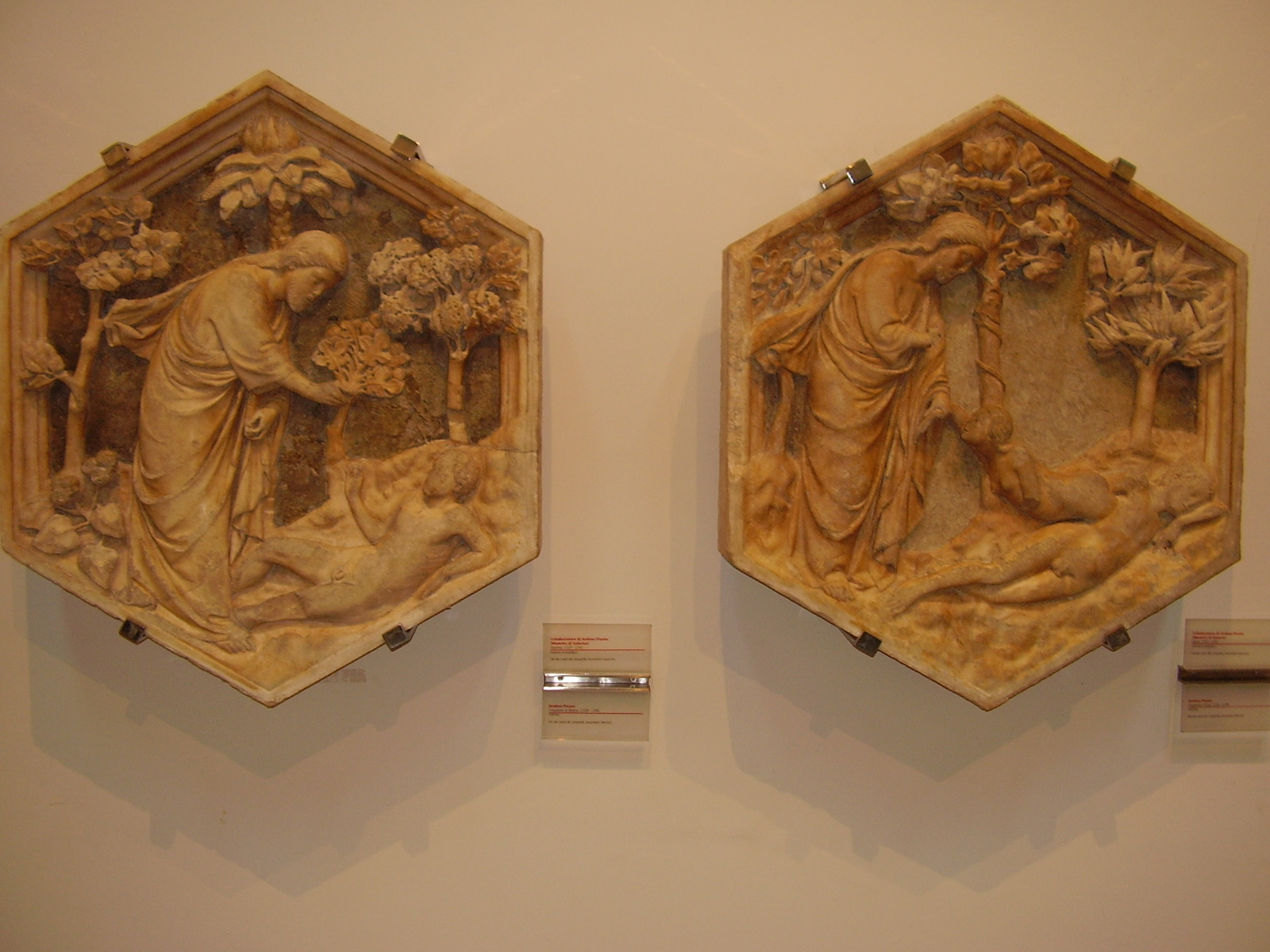
Relevos do Gênesis: A criação de Adão e A criação de Eva, Andrea Pisano, originais no Museo dell'Opera del Duomo em Florença.

A característica peculiar do campanário é a riquíssima decoração escultórica, um complexo programa iconográfico em que participaram alguns dos melhores escultores em Florença. Todas essas obras de arte, um dos mais completos ciclos figurativos da Idade Média, foram substituídas por cópias e os originais se encontram no Museu da Ópera do Duomo.
A autoria dos baixo-relevos é ainda objeto de discussões, mas a opinião dominante é de que os desenhos possam ter sido elaborados a partir de uma ideia programática de Giotto, enquanto a execução (1337 - 1341) tenha sido confiada a Andrea Pisano e seus colaboradores, dentre os quais se sobressaem seu filho Nino Pisano, Gino Micheli da Castello, Alberto Arnoldi, Maso di Banco e dos chamados Mestres de Armadura e Mestre de Saturno; alguns outros detalhes da decoração são atribuídos ao intervento tardio de Luca della Robbia (1437-39).
Os baixo-relevos da base, hexagonais em baixo e a forma de losangos em cima, representam:

#### Lado oeste
Da esquerda para a direita:
- A criação de Adão, de Andrea Pisano
- A criação de Eva, de Andrea Pisano
- O trabalho dos pais, de Andrea Pisano
- Iabel ou A invenção do pastoreio, de Andrea Pisano
- Iubal ou A invenção da música, de Andrea Pisano (ou talvez de Nino Pisano)
- Tubalcain ou A invenção da metalurgia, de Andrea Pisano
- Noé ou A invenção do vinho, de Andrea Pisano

Na parte de cima, nos losangos, Os Sete Planetas: Lua, Mercúrio, Vênus, Sol, Marte, Júpiter, Saturno (da oficina de Andrea Pisano, chamado de Mestre de Saturno, excluindo Vênus, talvez de Nino Pisano).

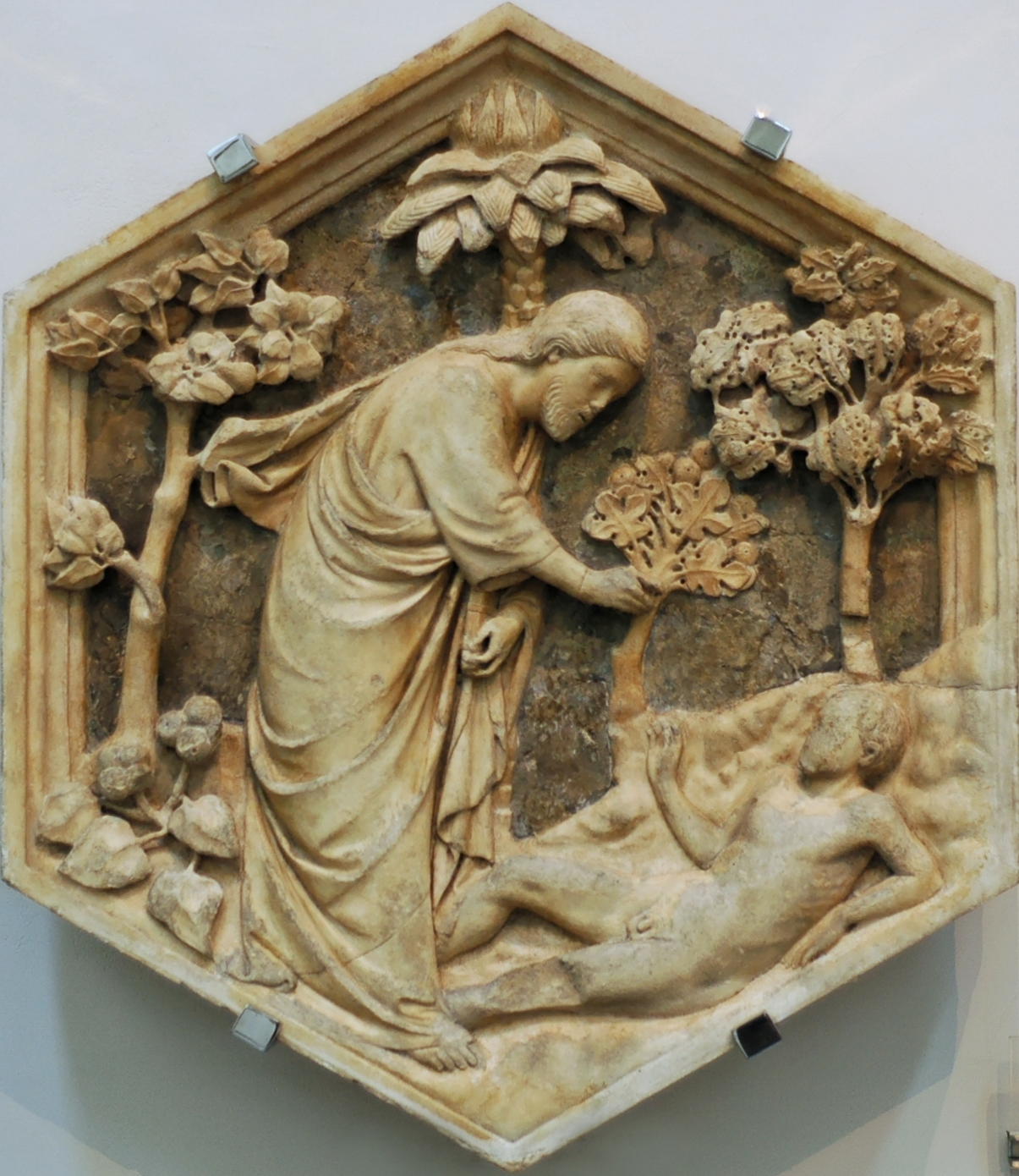
A criação de Adão
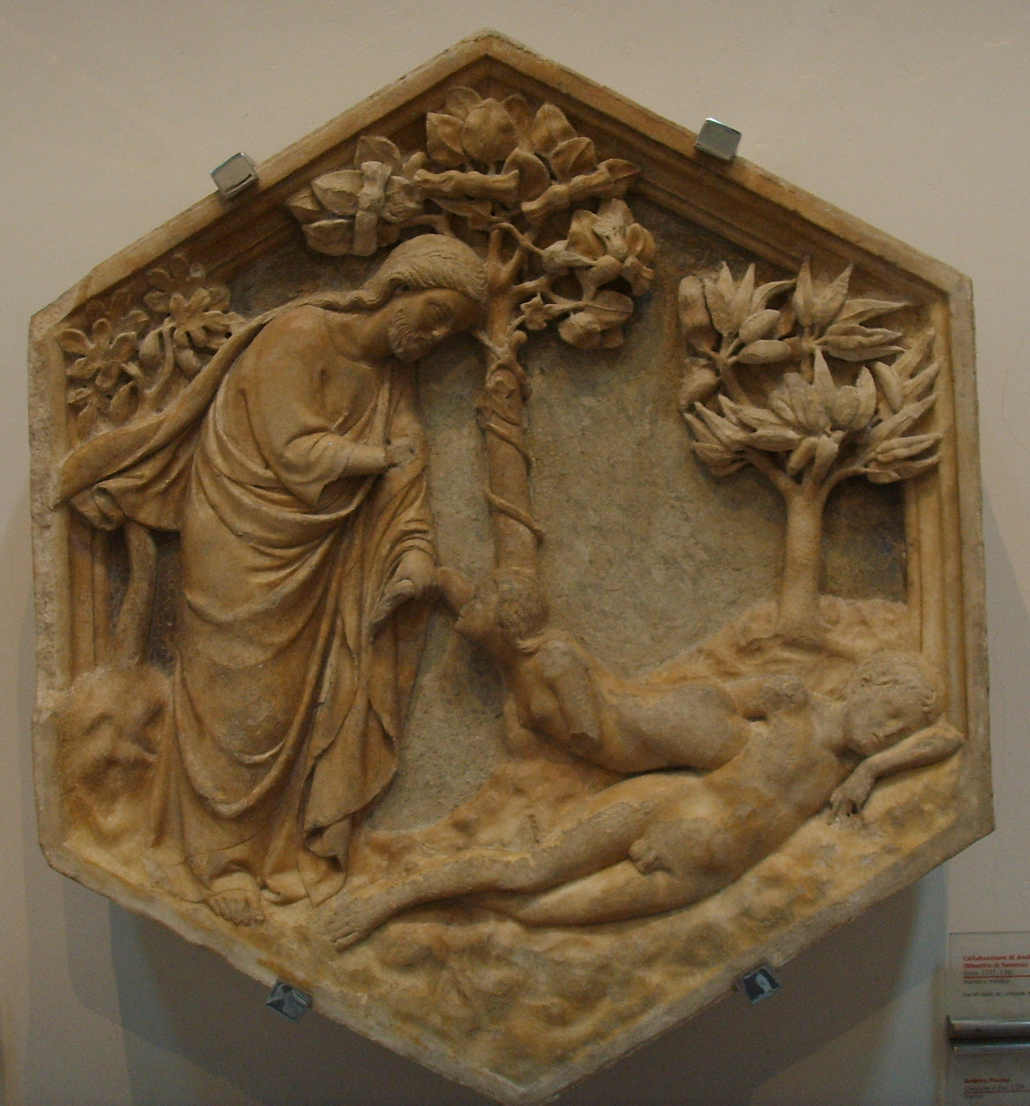
A criação de Eva
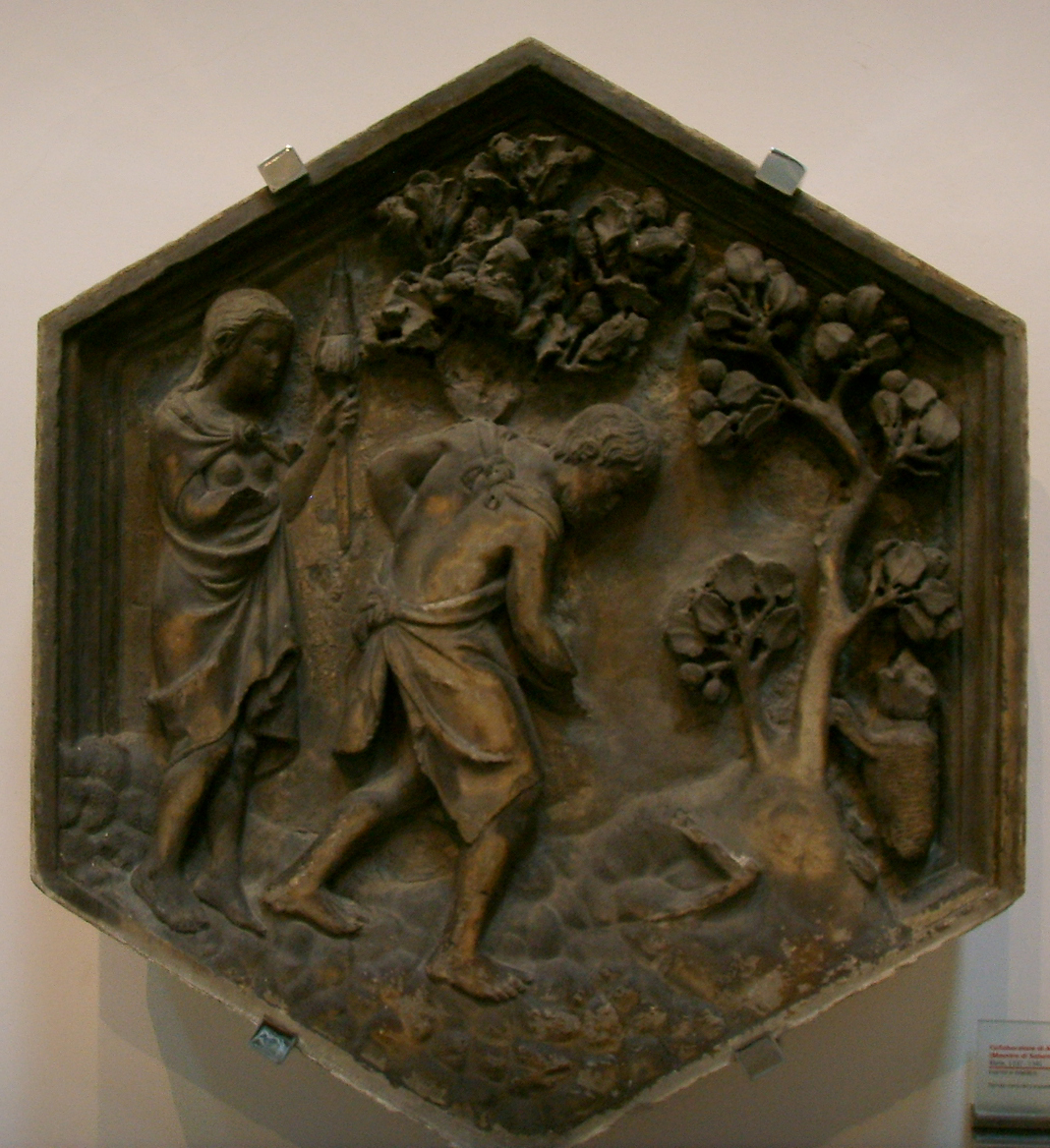
O trabalho dos pais
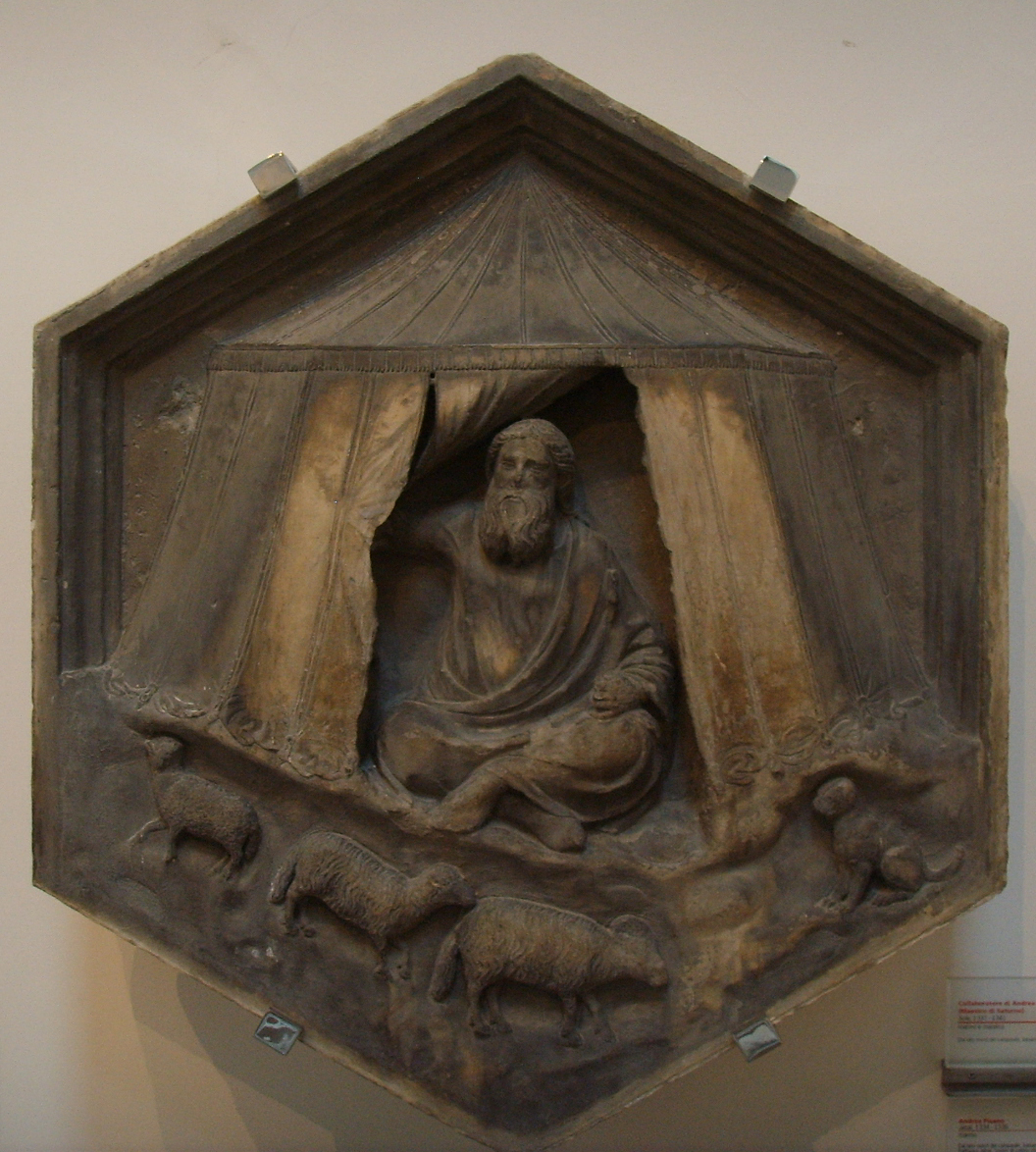
A invenção do pastoreio
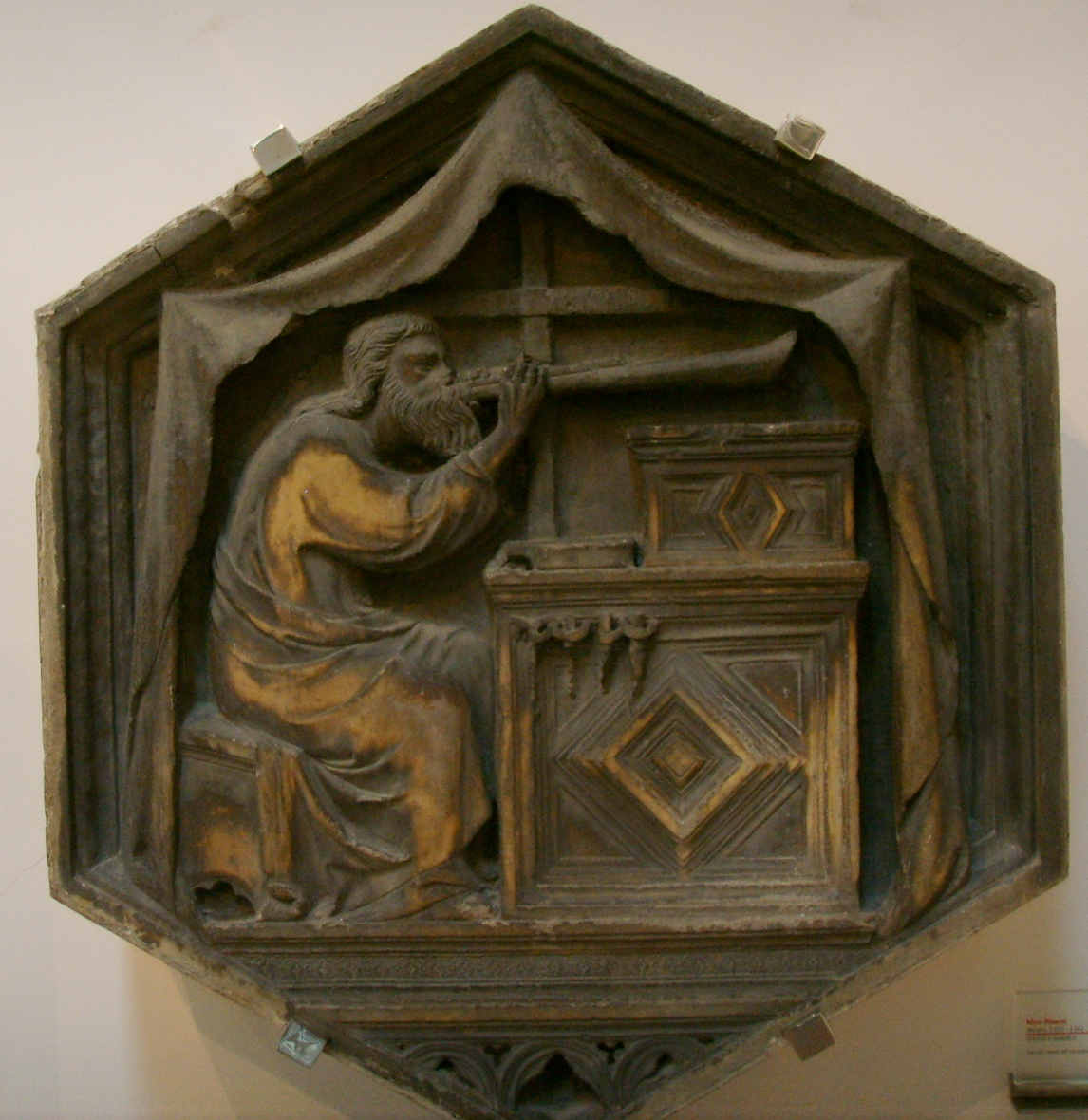
A invenção da música
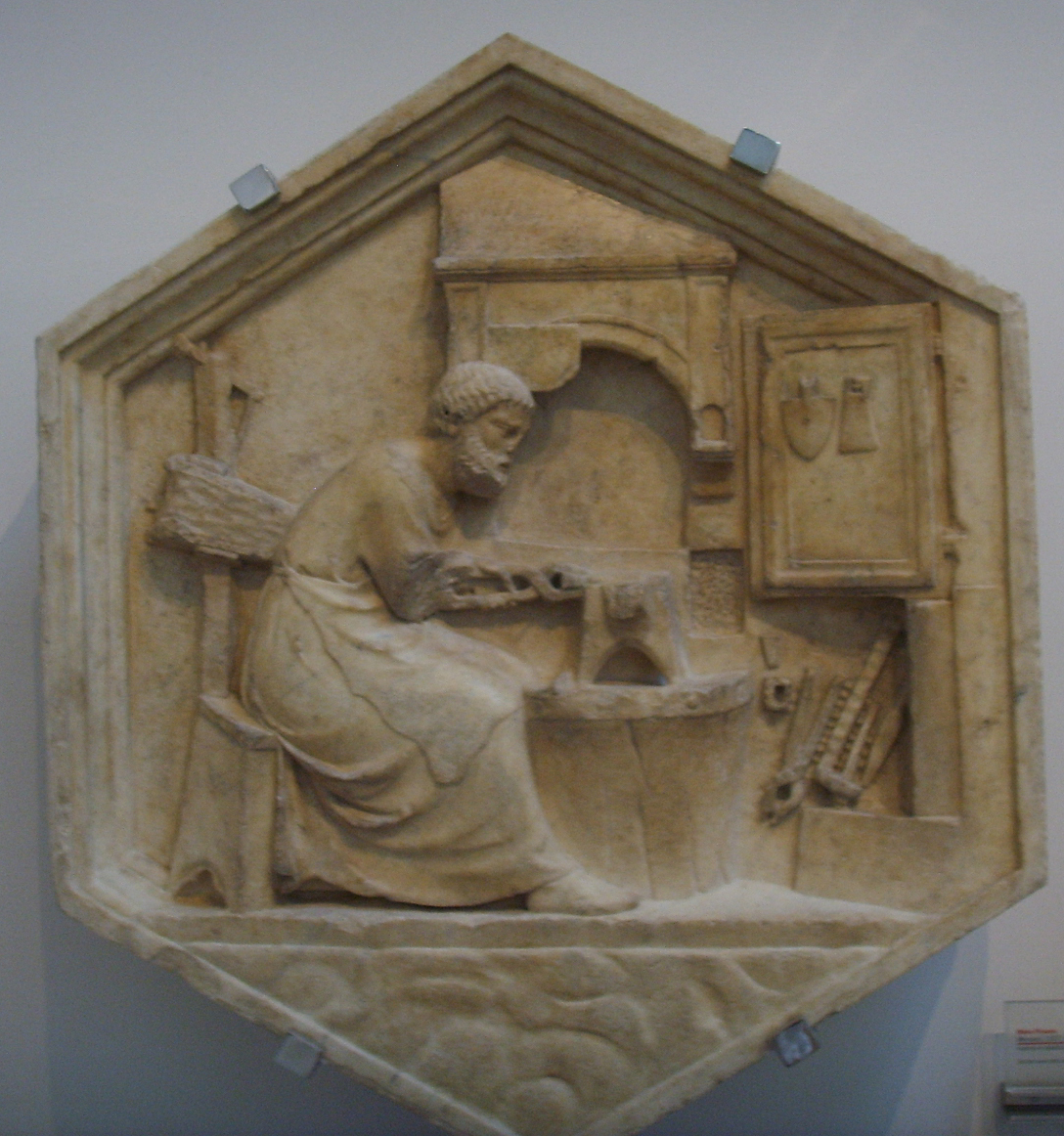
A invenção da metalurgia
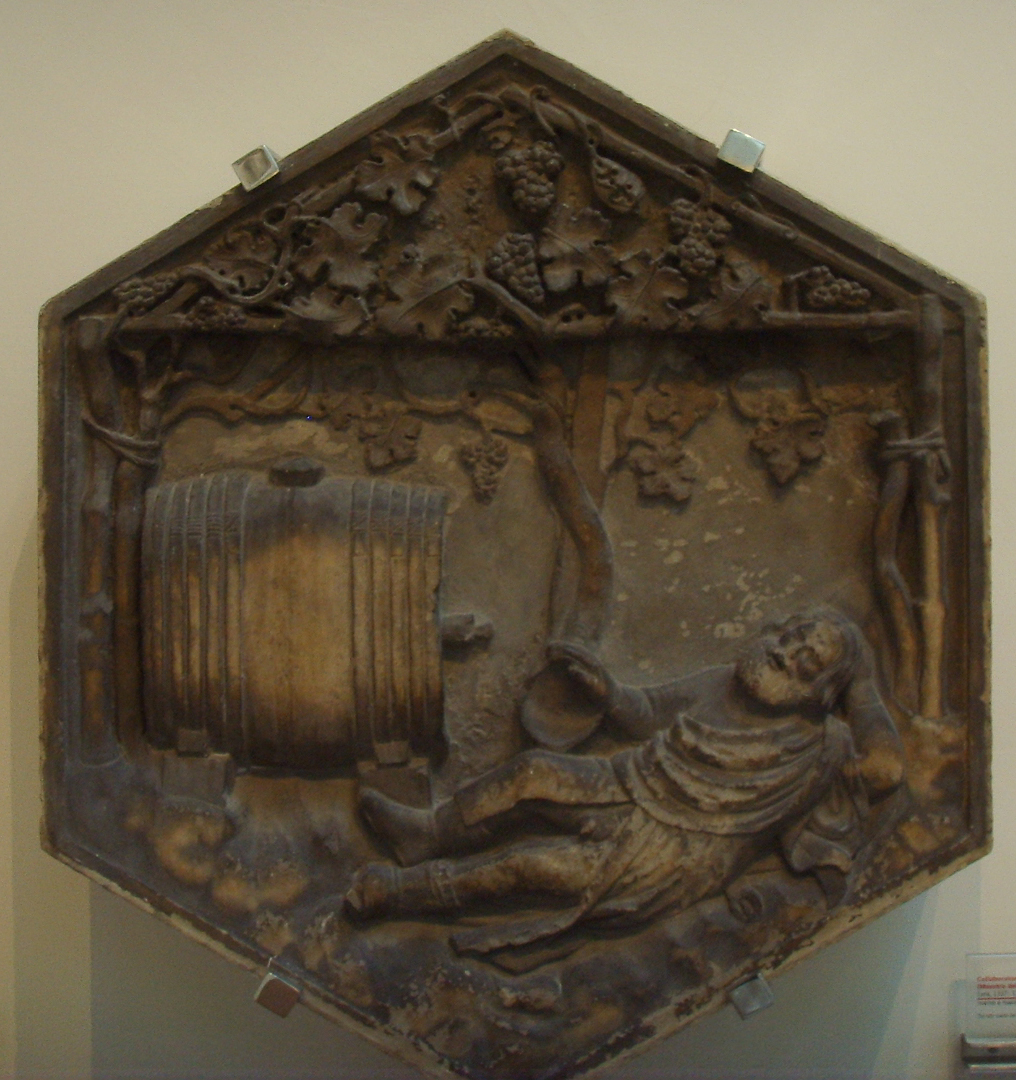
A invenção do vinho
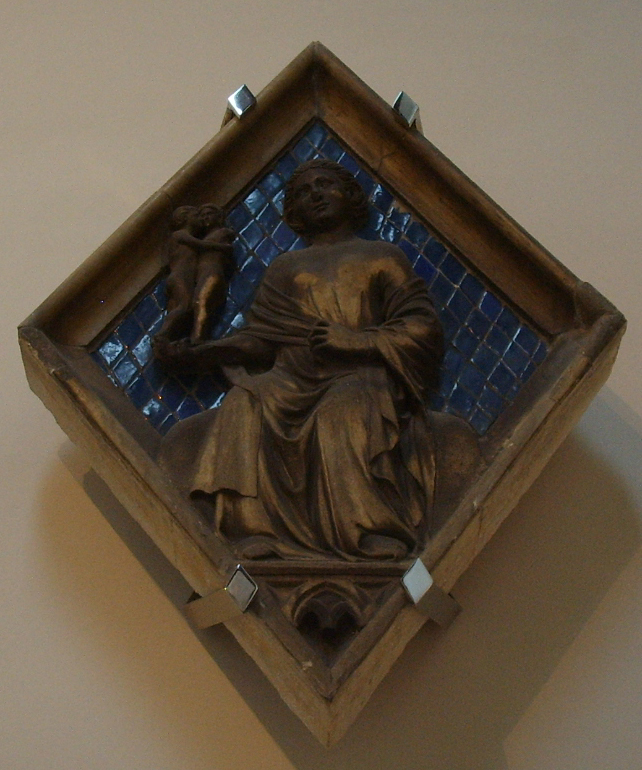
Losango dos Planetas: Vênus

#### Lado sul
Da esquerda para a direita:

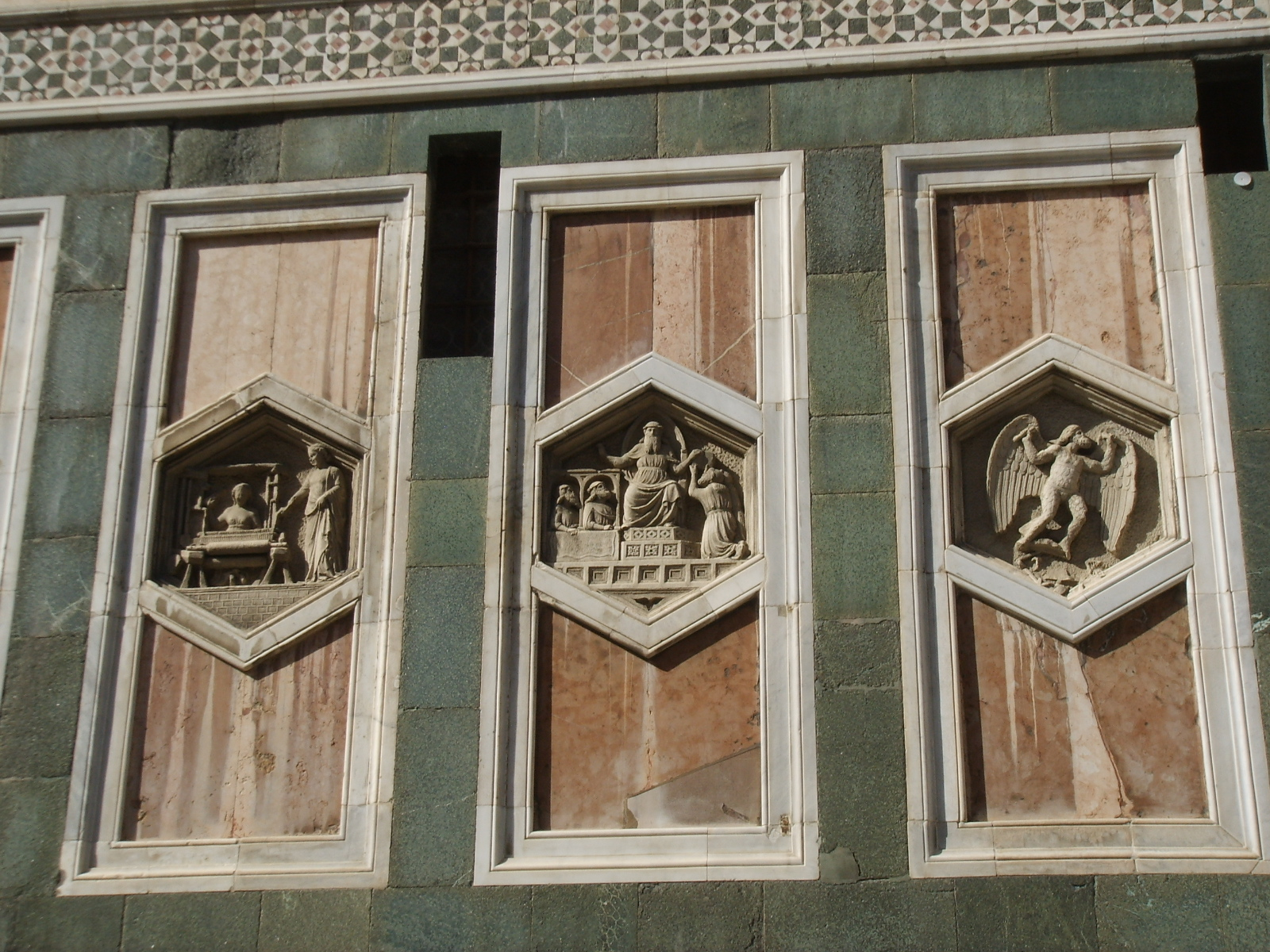
Alguns relevos (cópias) do lado sul

- Gionitus ou A arte da Astronomia, de Andrea Pisano
- A arte da Arquitetura, de Andrea Pisano
- A arte da Medicina, de Andrea Pisano
- A arte da Caça, de Andrea Pisano
- A arte da Tessitura, de Andrea Pisano
- Foroneo ou A arte da Legislatura, de Andrea Pisano
- Dédalo ou O precursor dos artistas, de Andrea Pisano.

Na parte de cima, nos losangos, As Virtudes Teologais (Fé, Esperança, Caridade) e as Virtudes Cardinais (Prudência, Justiça, Temperança e Fortaleza), da oficina de Andrea Pisano.

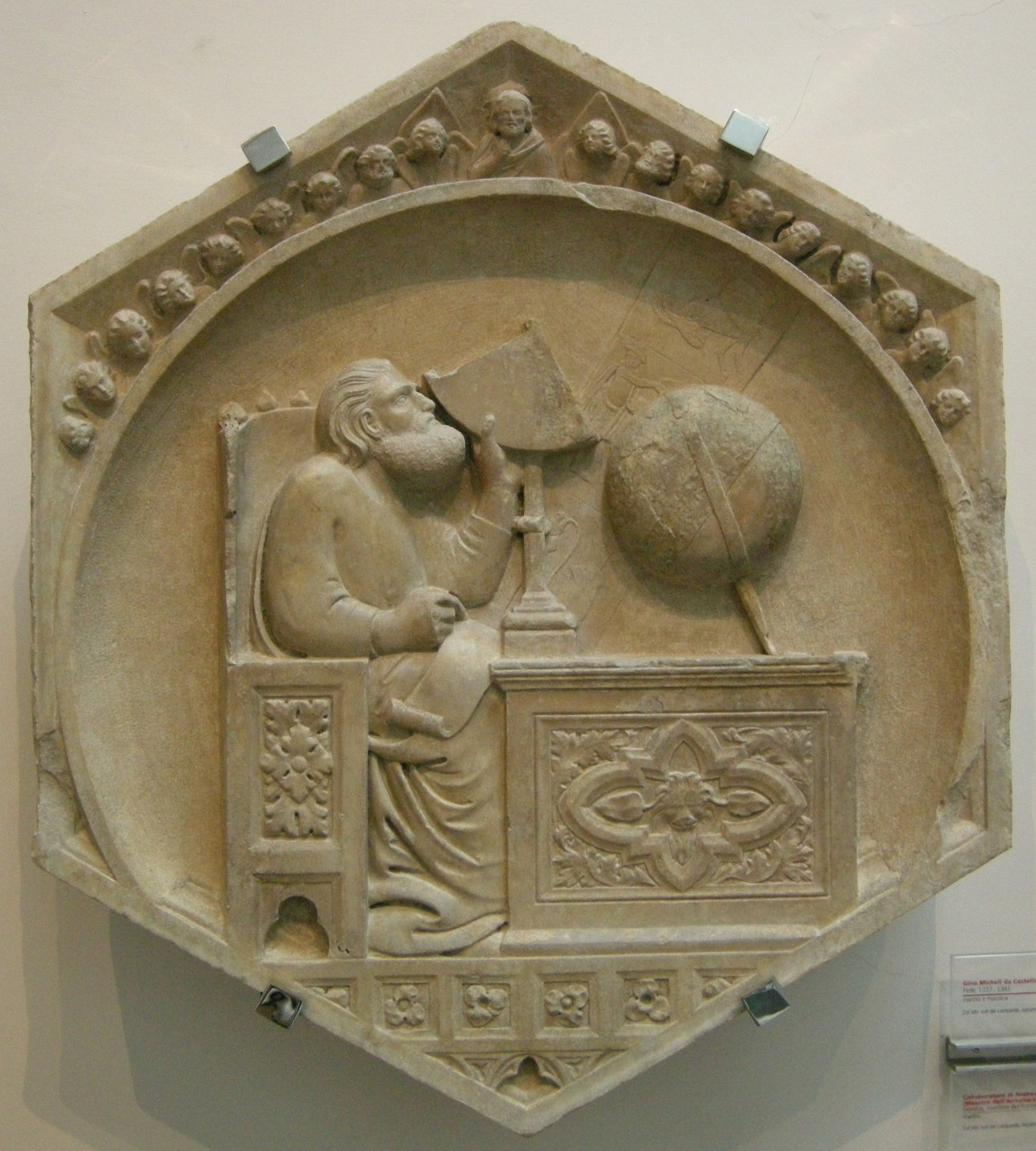
A arte da Astronomia
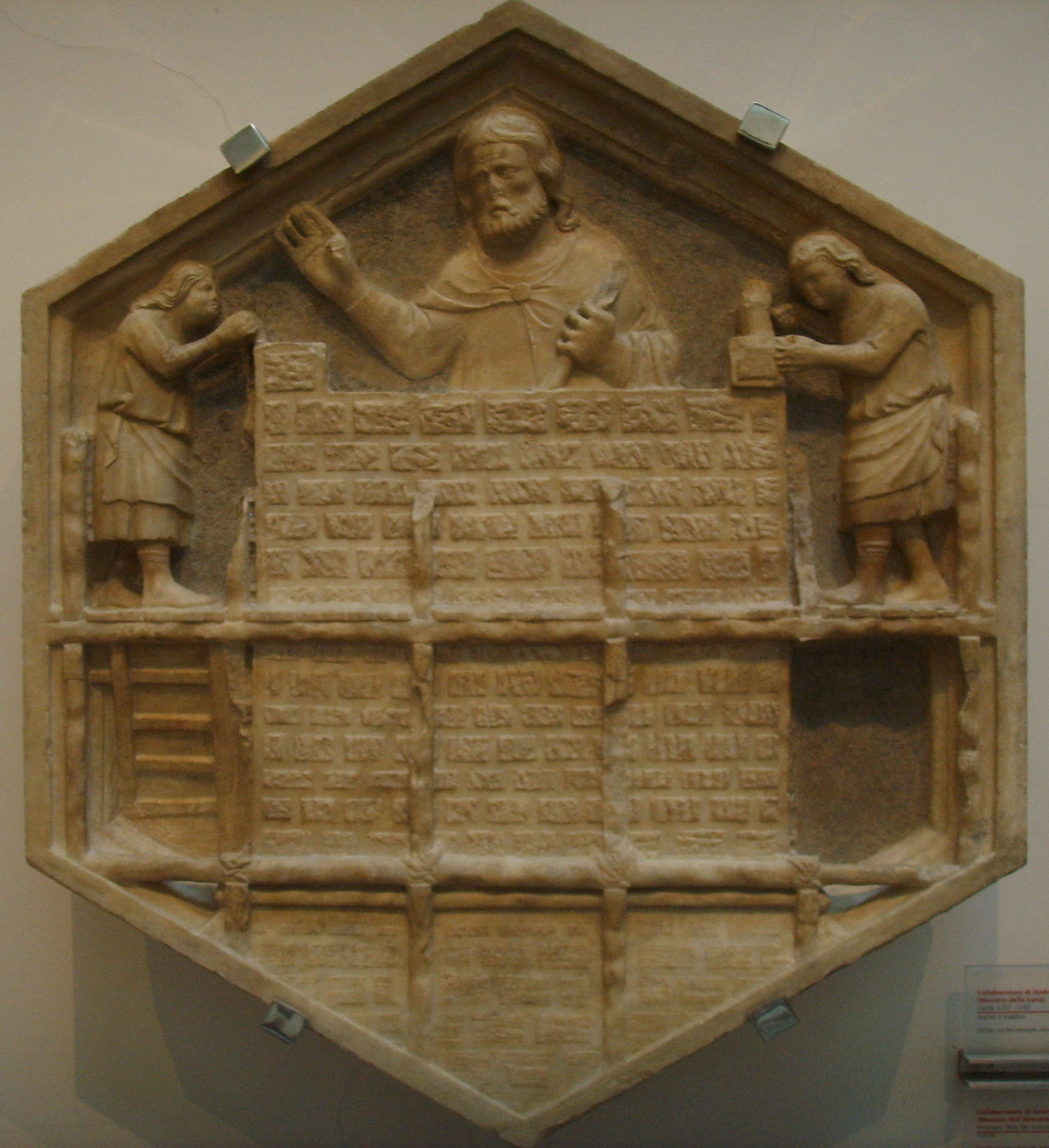
A arte da Arquitetura
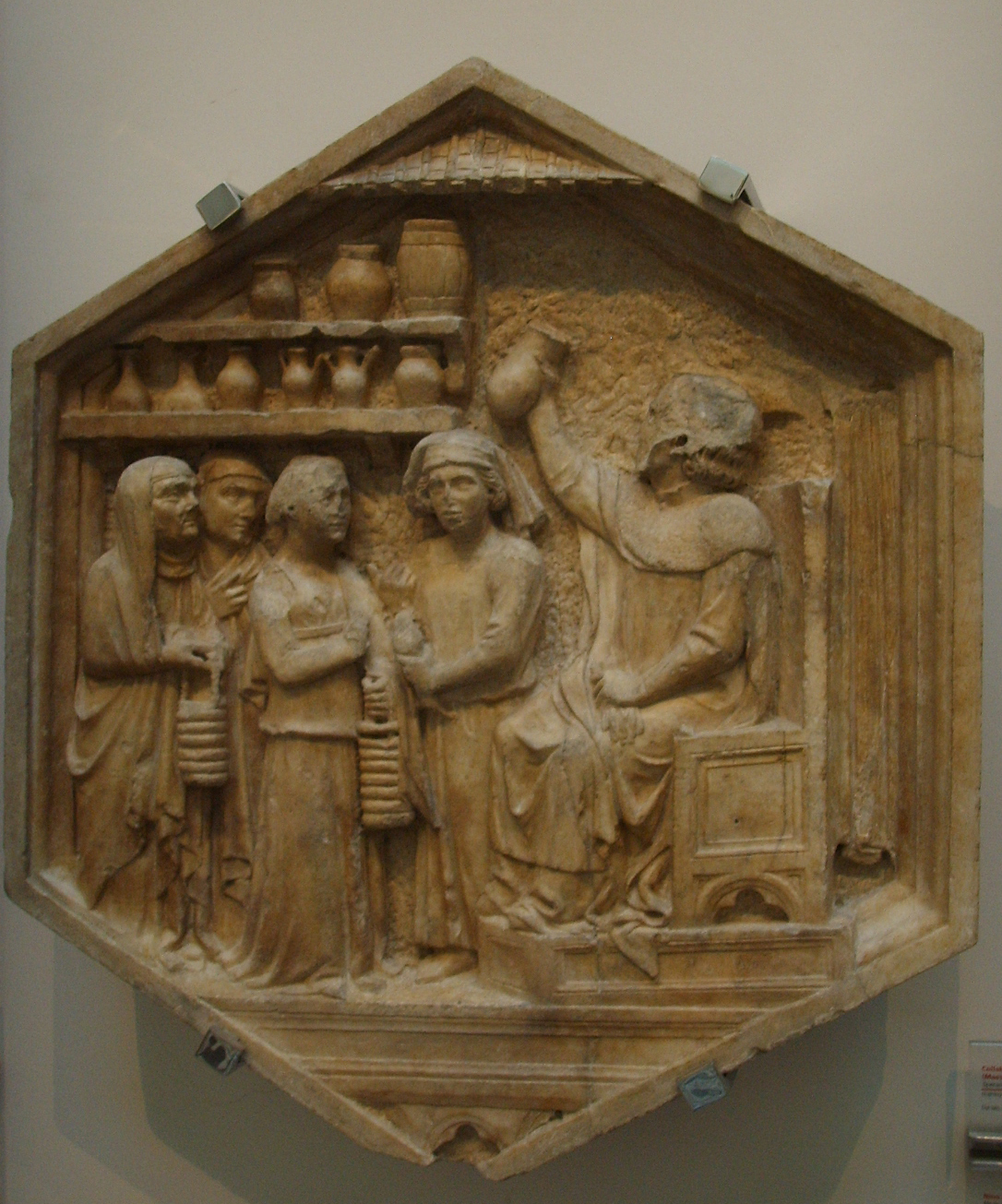
A arte da Medicina
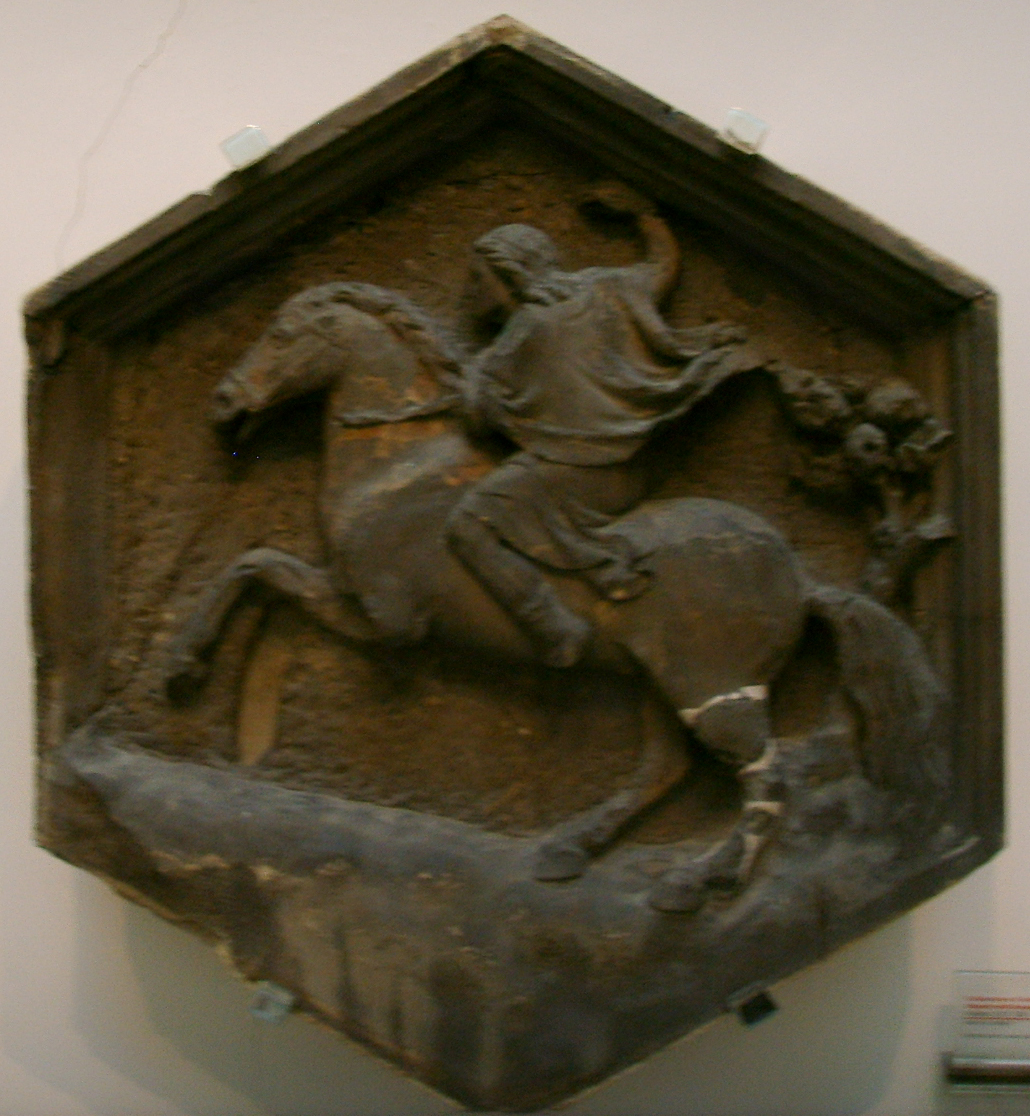
A arte da Caça
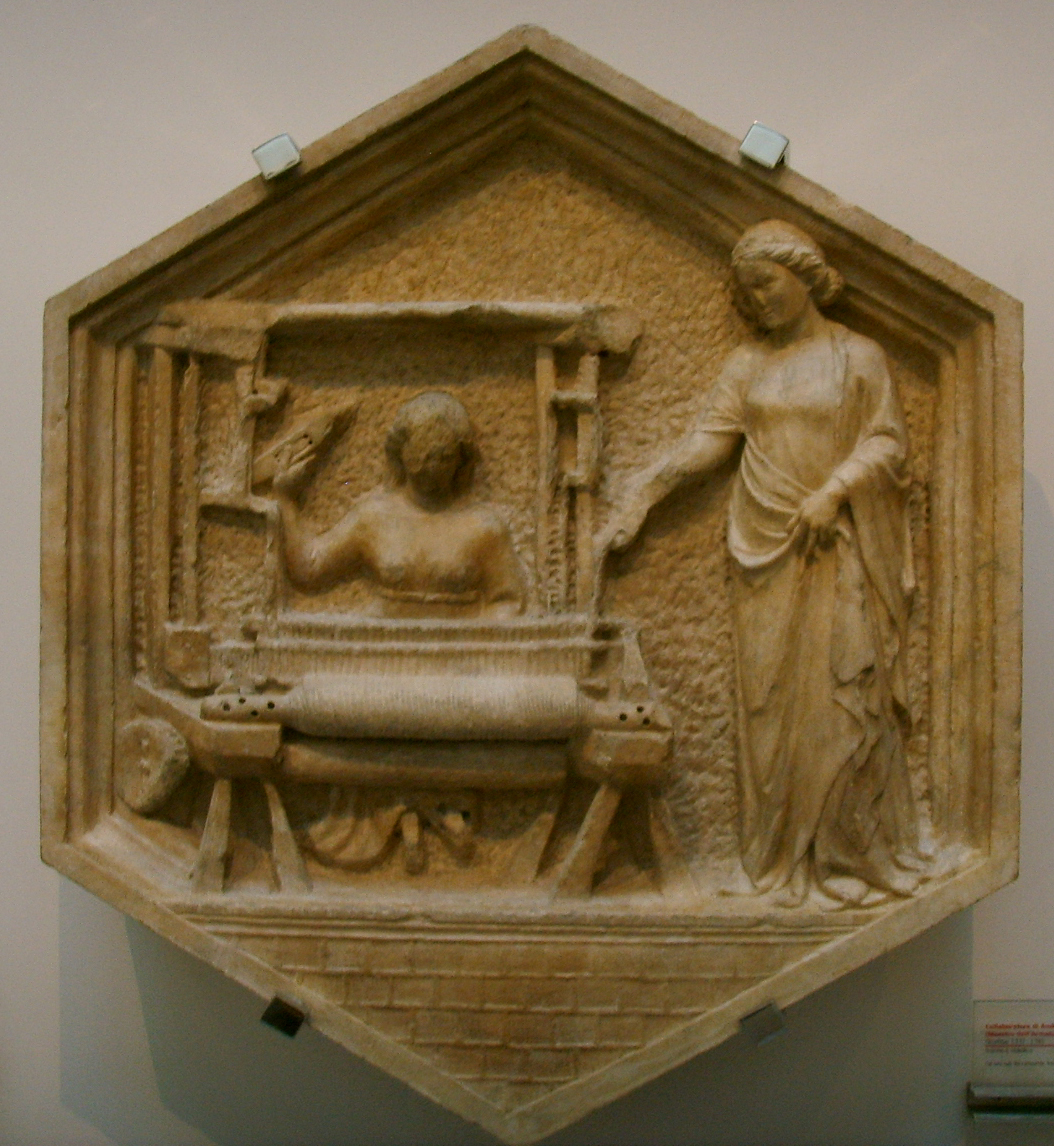
A arte da Tessitura
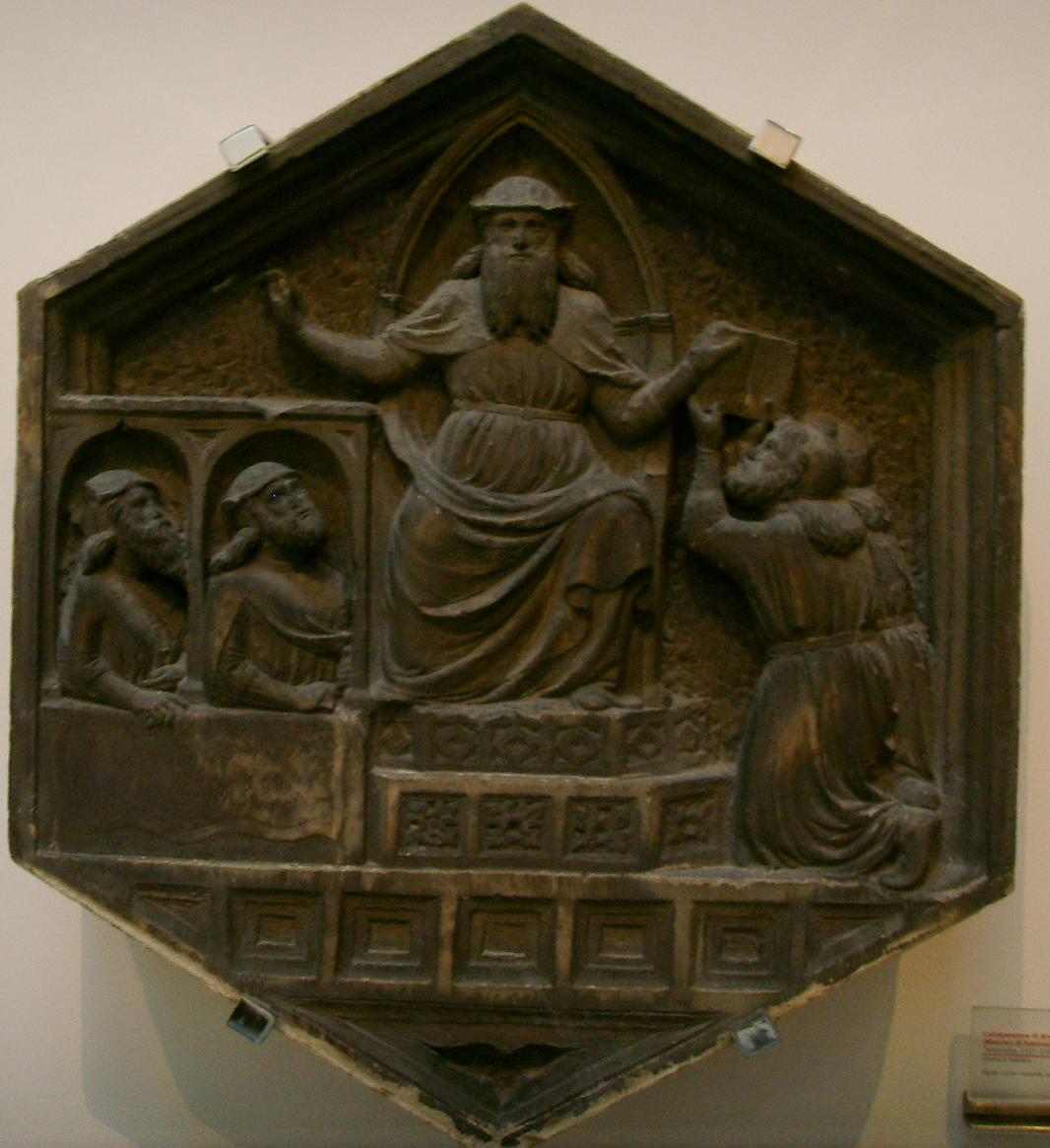
A arte da Legislatura
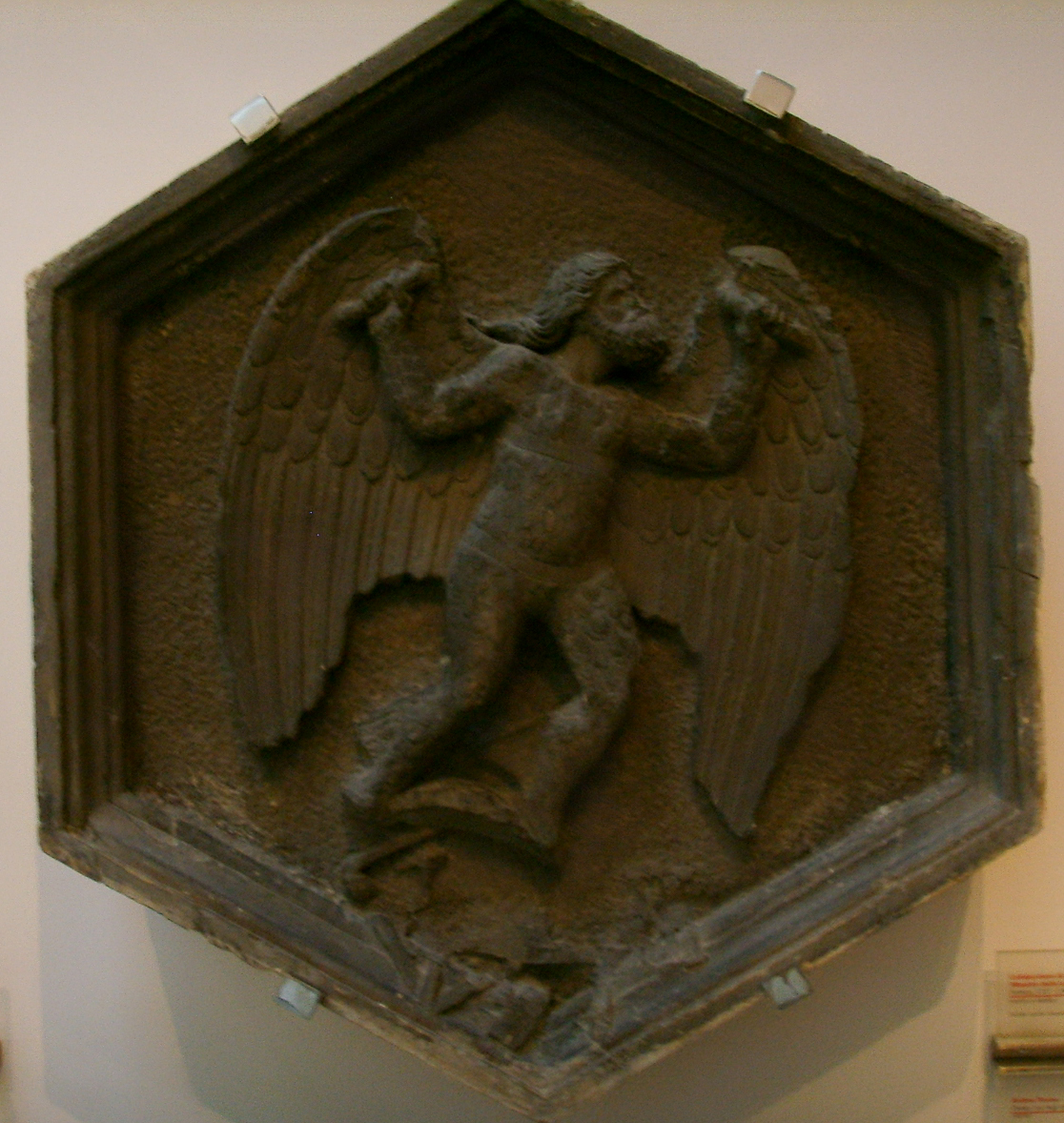
Dédalo
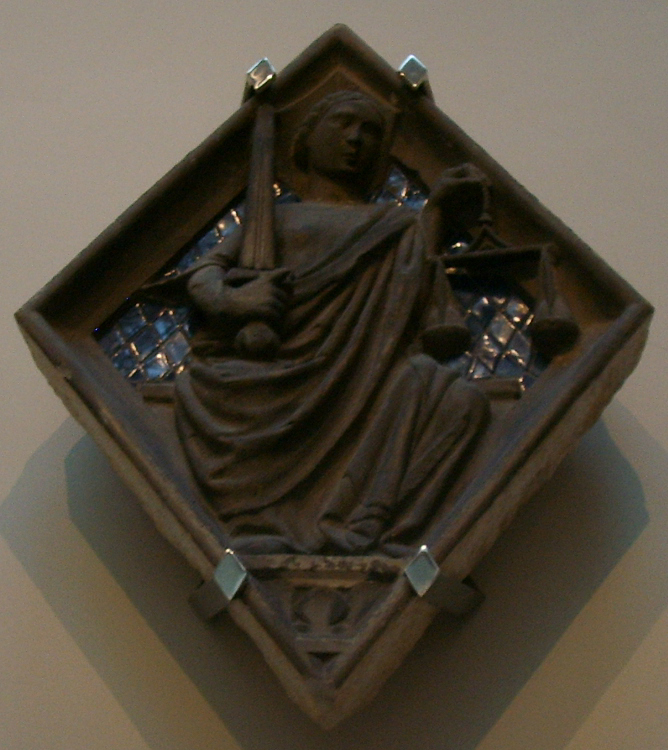
Losango das Virtudes: Justiça

#### Lado leste
Da esquerda para a direita:

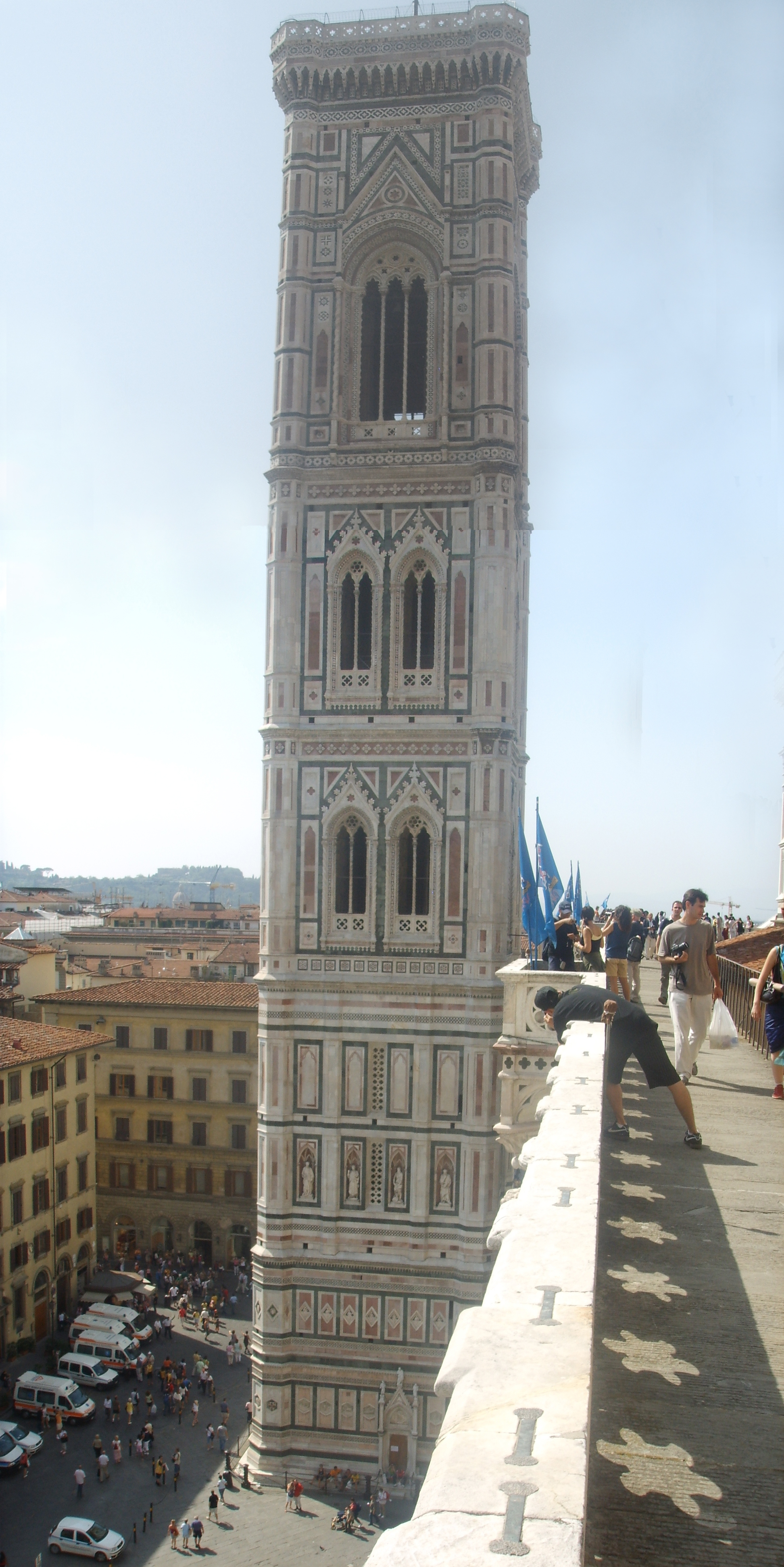
Campanário visto da catedral

- A arte da navegação a remo, de Andrea Pisano
- Hércules e Caco ou A arte da Justiça, de Andrea Pisano
- A arte do cultivo, de Andrea Pisano
- O carro de Téspis ou A arte teatral, de Andrea Pisano
- Euclides ou A arte da geometria, de Andrea Pisano

Este lado possui apenas cinco baixo-relevos hexagonais por causa da abertura, no século XV, da porta de acesso à sala térrea; os dois baixo-relevos removidos foram transferidos aos dois primeiros lugares do lado norte.
No andar de cima, nos losangos, As artes do Trivium (Gramática, Lógica e Retórica) e do Quadrivium (Aritmética, Música, Geometria e Astronomia), da oficina de Andrea Pisano.

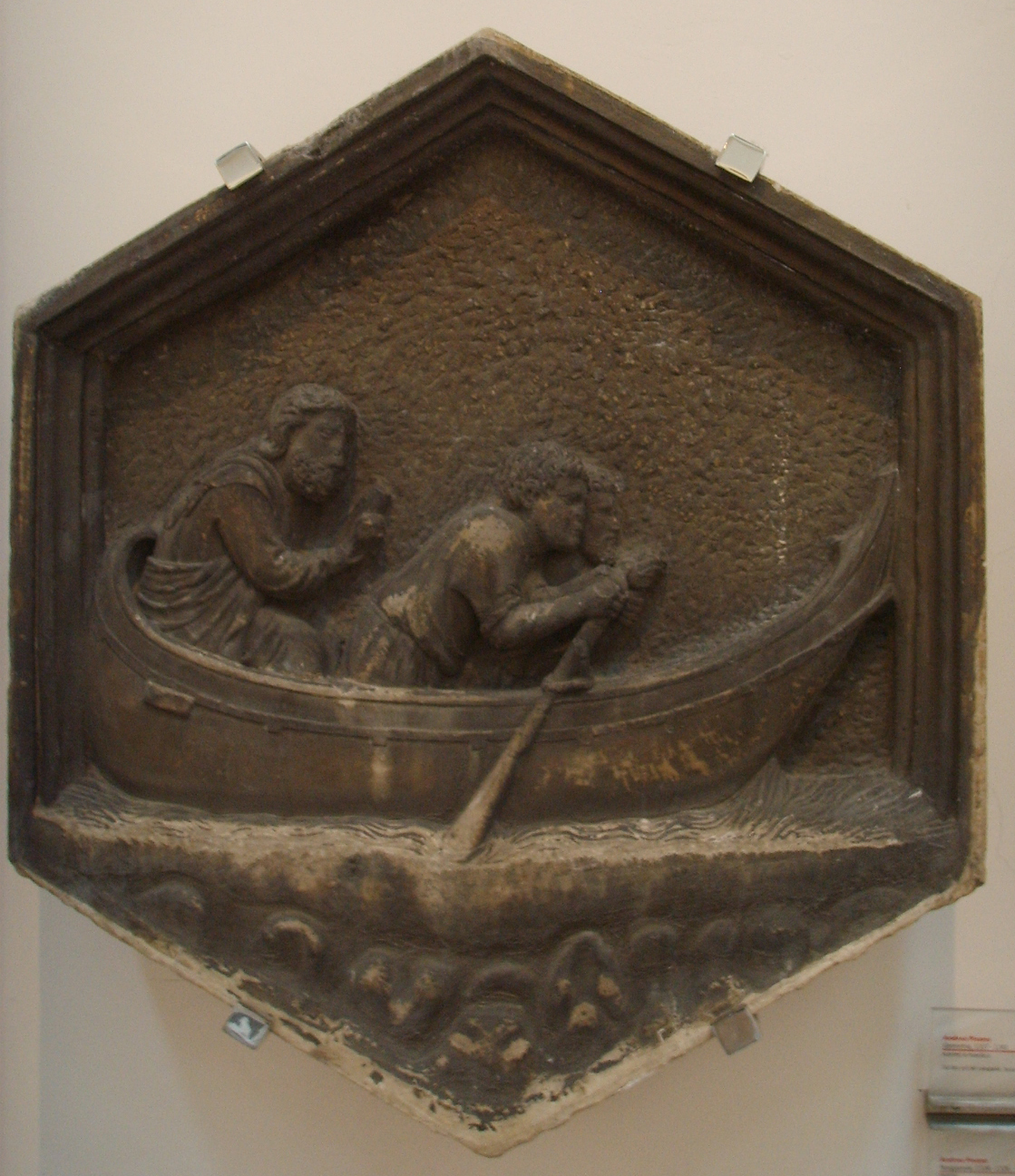
A arte da navegação a remo
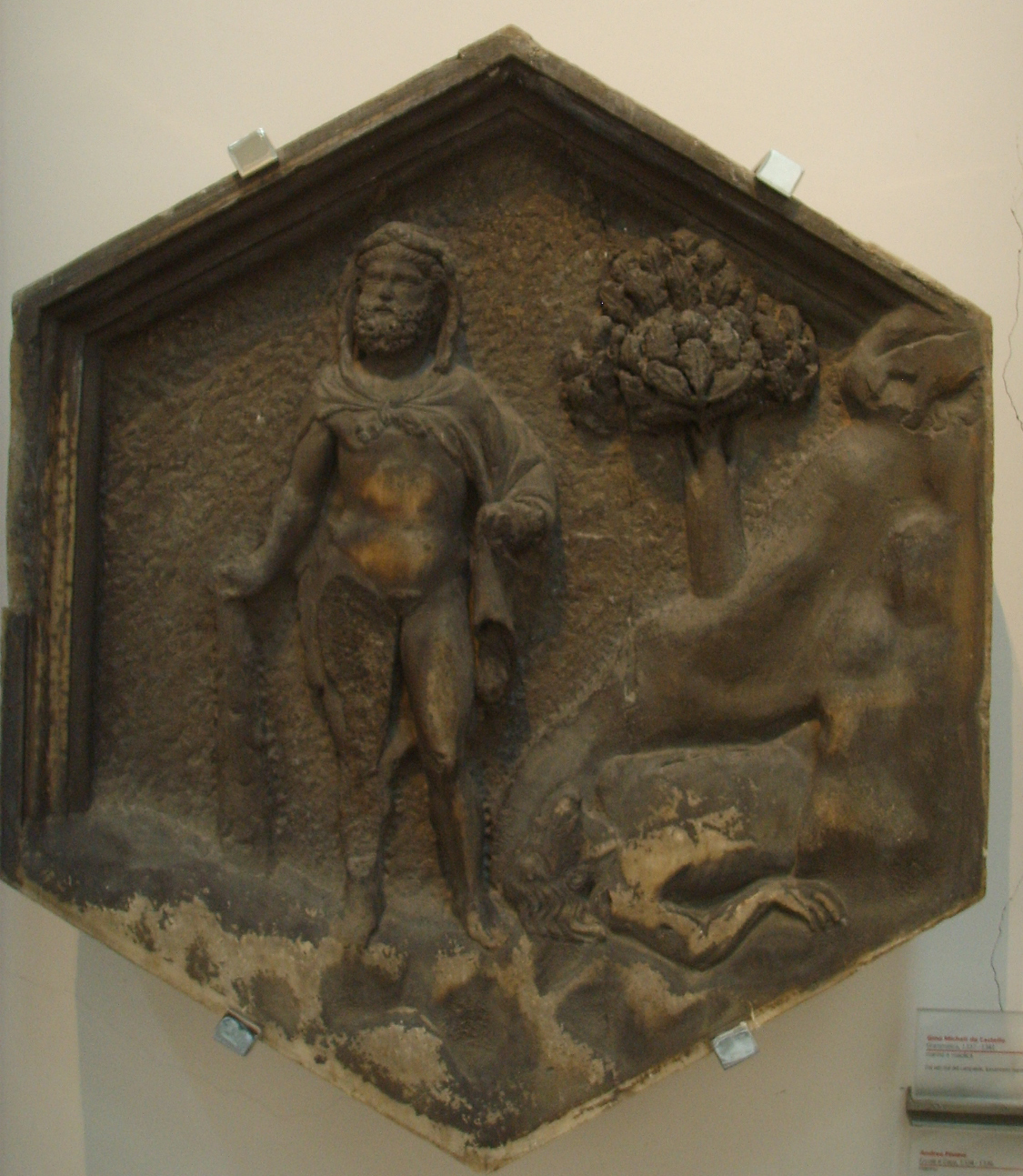
Hércules e Caco
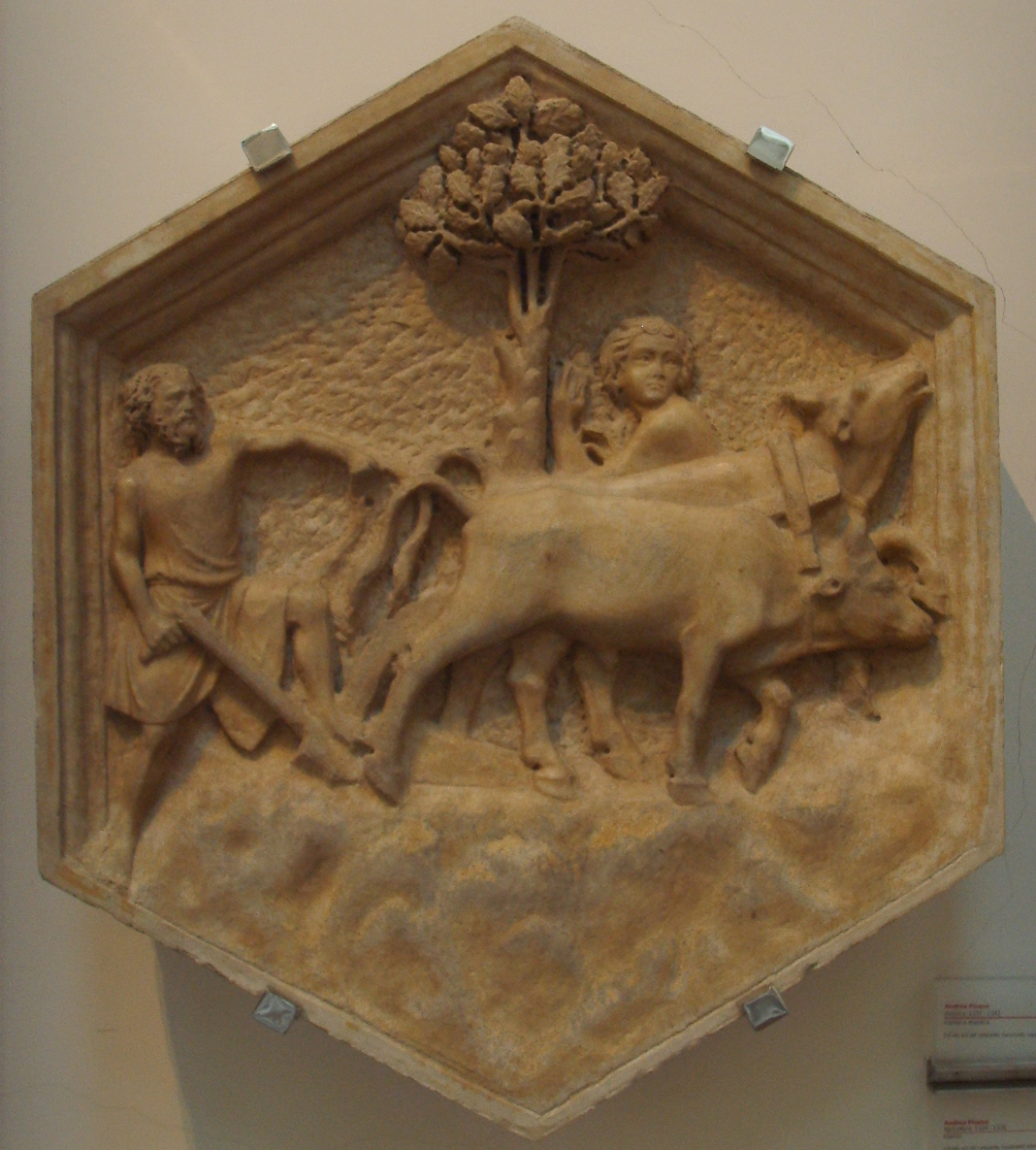
A arte do cultivo
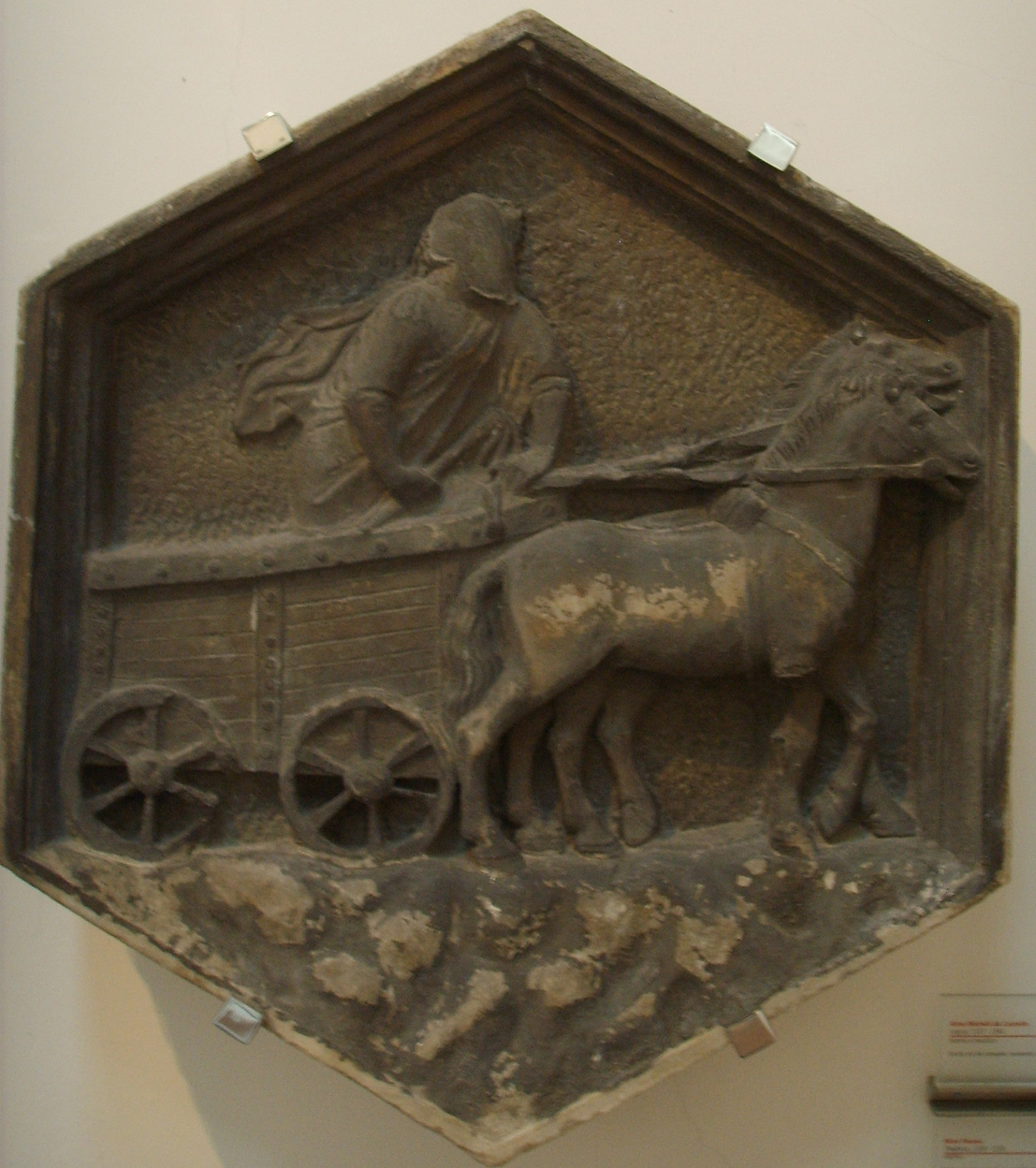
O carro de Téspis
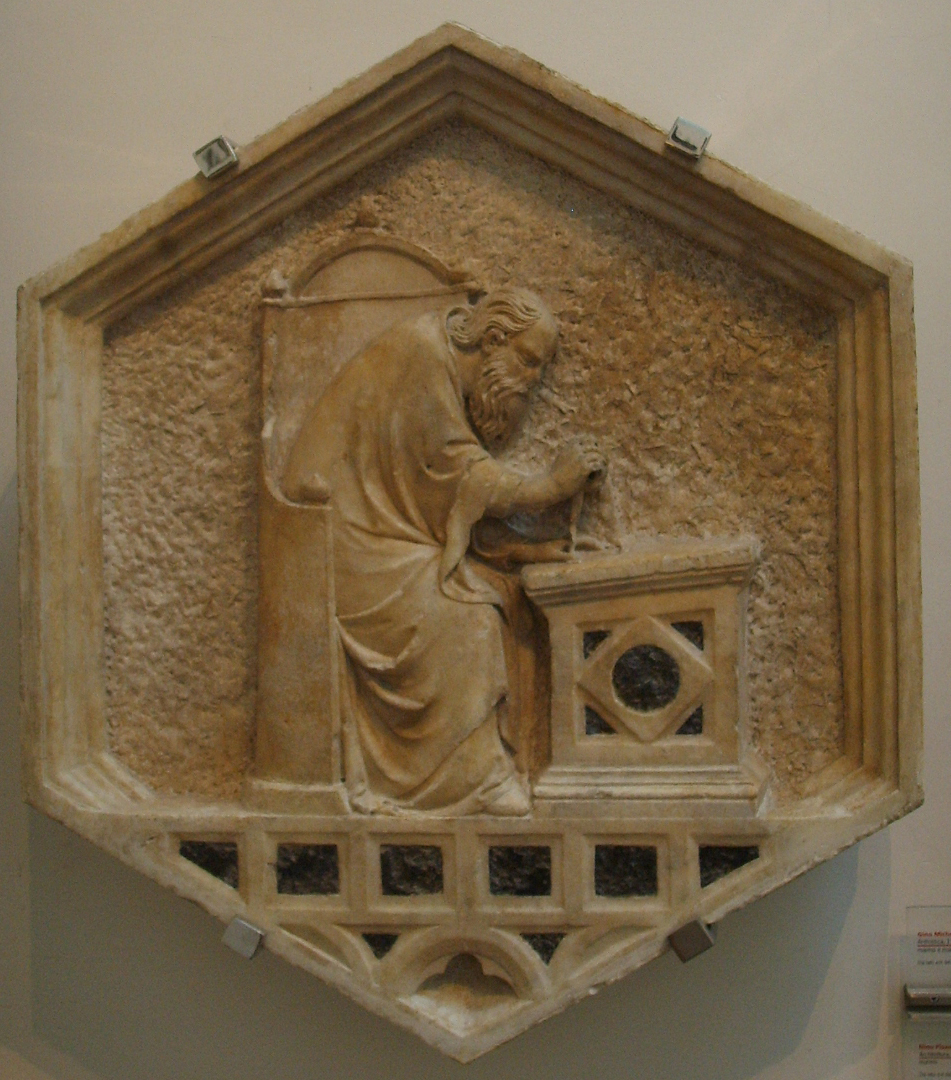
A arte da Geometria
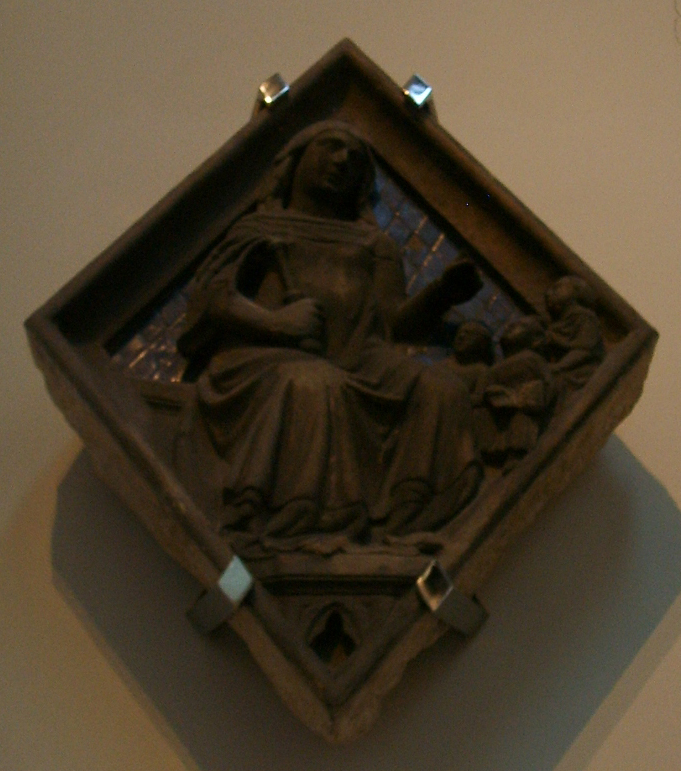
Losango das Artes: Gramática
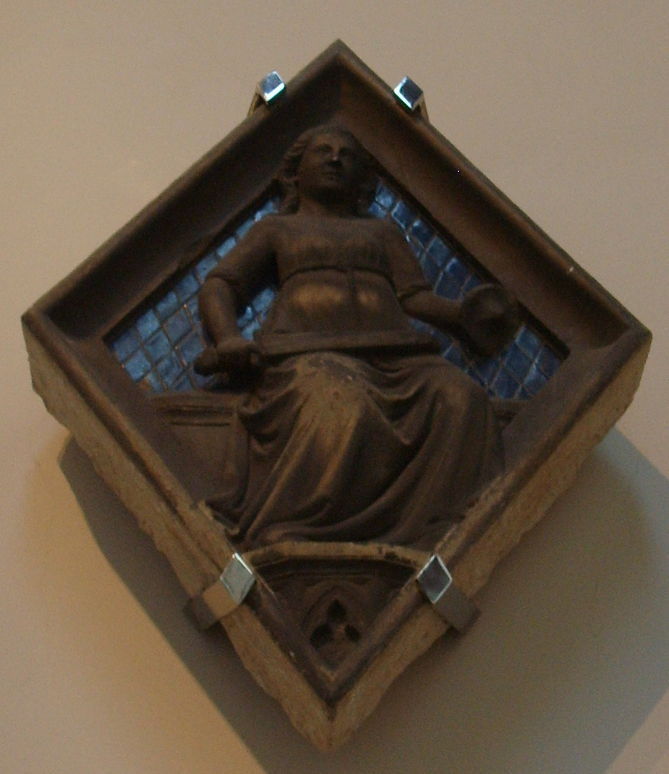
Losango das Artes: Retórica
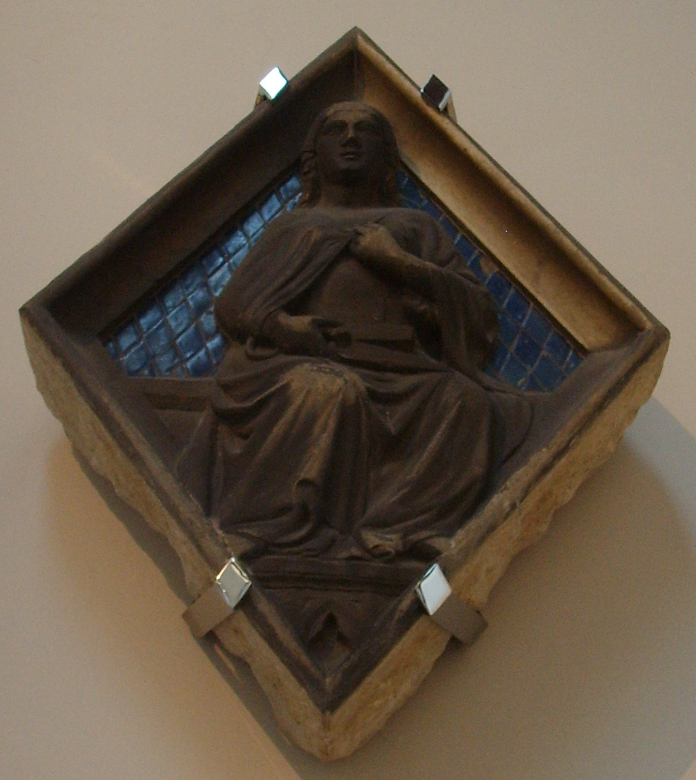
Losango das Artes: Lógica

#### Lado norte

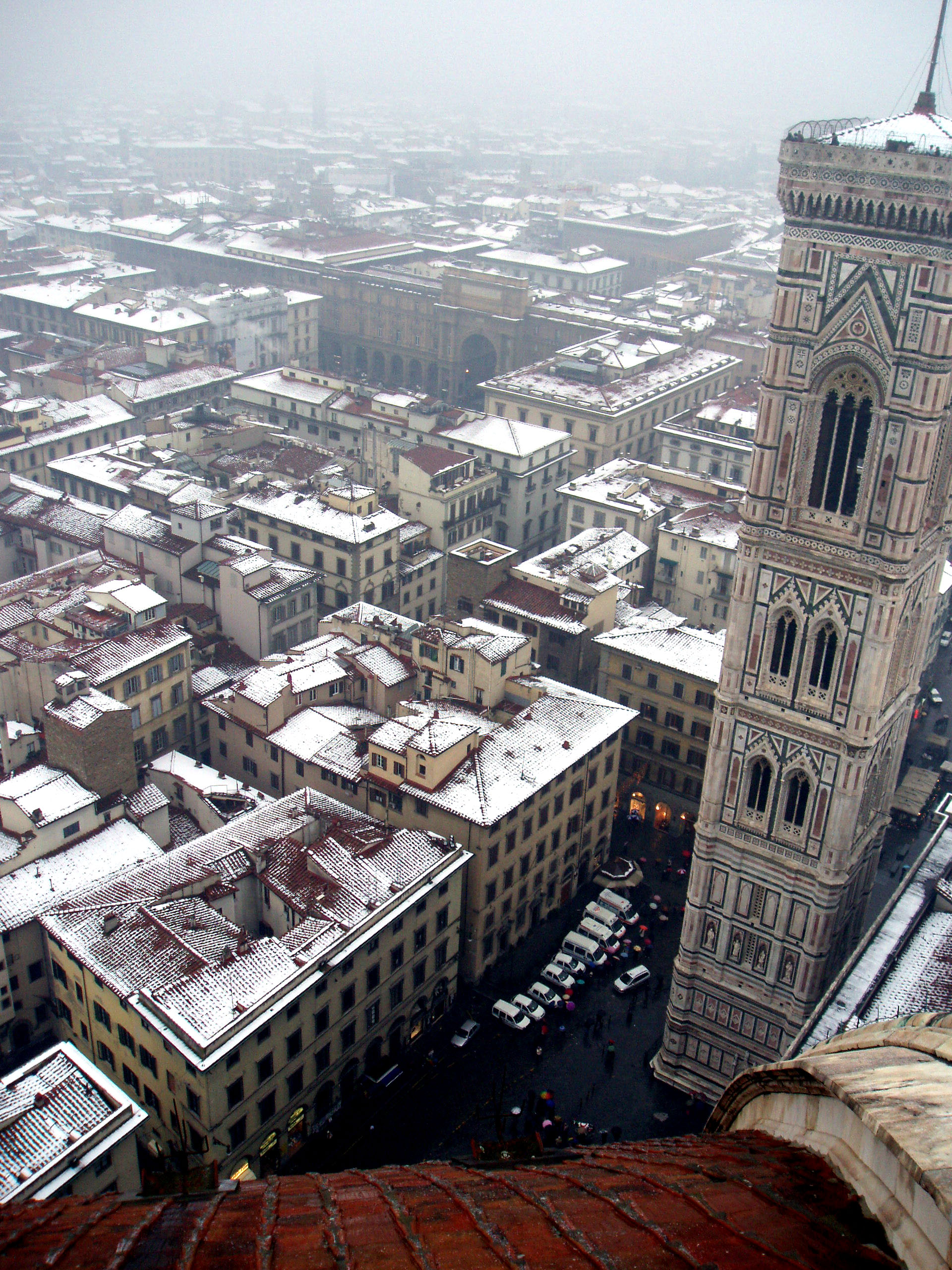
Campanário com a neve

Este lado, muito próximo da catedral, era originariamente desprovido de baixo-relevos hexagonais; quando as portas do campanário foram abertas, os dois baixo-relevos com a Pintura e a com a Escultura foram transferidos para este lado e, no ano de 1437, Luca della Robbia foi encarregado de fazer os outros cinco baixo-relevos a fim de completar a decoração. Da esquerda para a direita:
- Fídias ou A arte da escultura, de Andrea Pisano
- Apeles ou A arte da pintura, de Andrea Pisano
- Élio Donato (ou Prisciano) ou A arte da Gramática, de Luca della Robbia
- Platão e Aristóteles ou A arte da Filosofia, de Luca della Robbia
- Árion e Orfeu ou A arte da Música, de Luca della Robbia
- Euclides e Pitágoras ou A arte da Geometria e Aritmética, de Luca della Robbia
- Ptolomeu ou A arte da Astronomia, de Luca della Robbia

Na parte de cima, nos losangos, os Sete Sacramentos (Batismo, Confissão, Casamento, Ordem Sacerdotal, Crisma, Eucaristia e Unção dos Enfermos) atribuídos a Alberto Arnoldi ou Maso di Banco; na parte superior do antigo portal de coligação com a catedral, tem a Madonna col Bambino de Andrea Pisano.

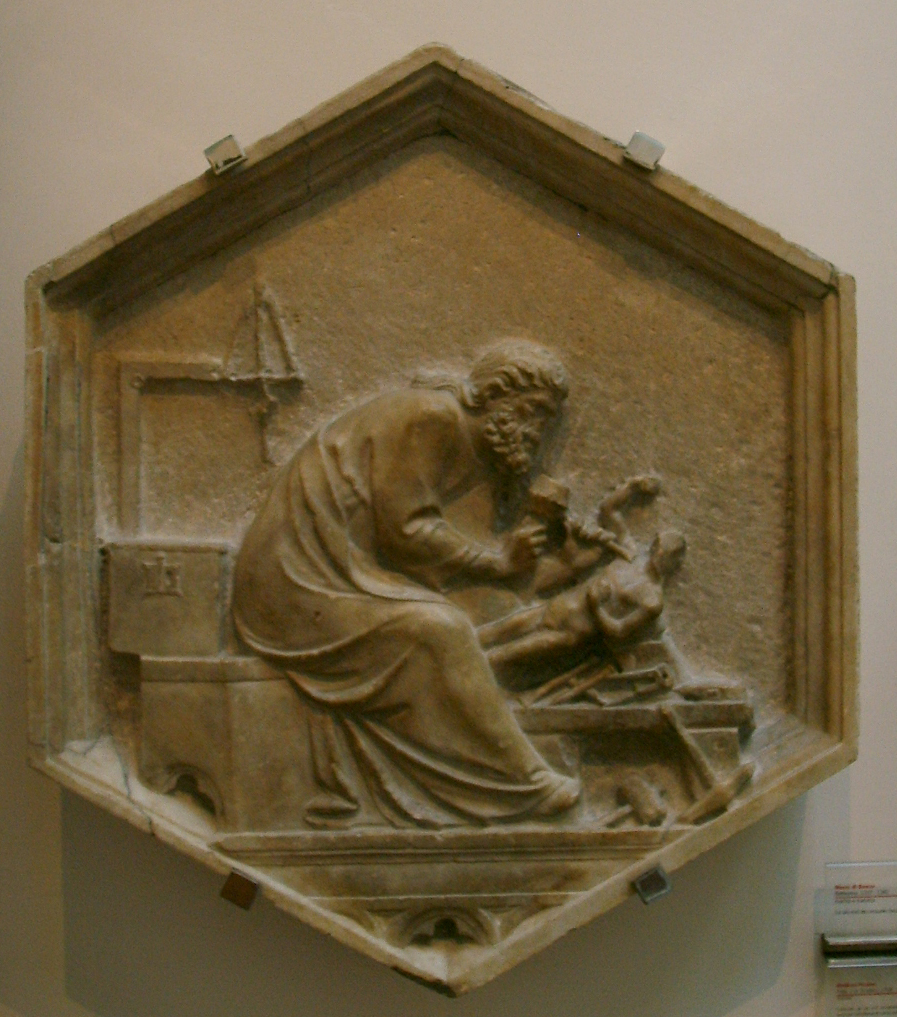
Fídias
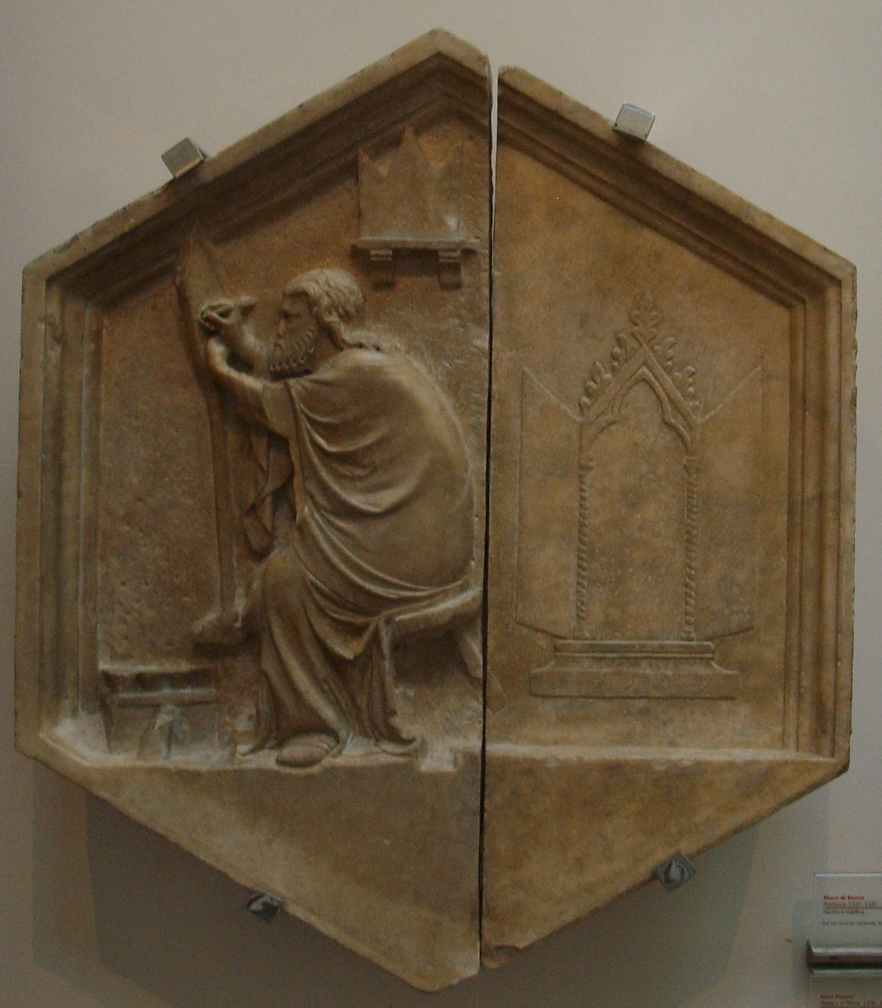
Apeles
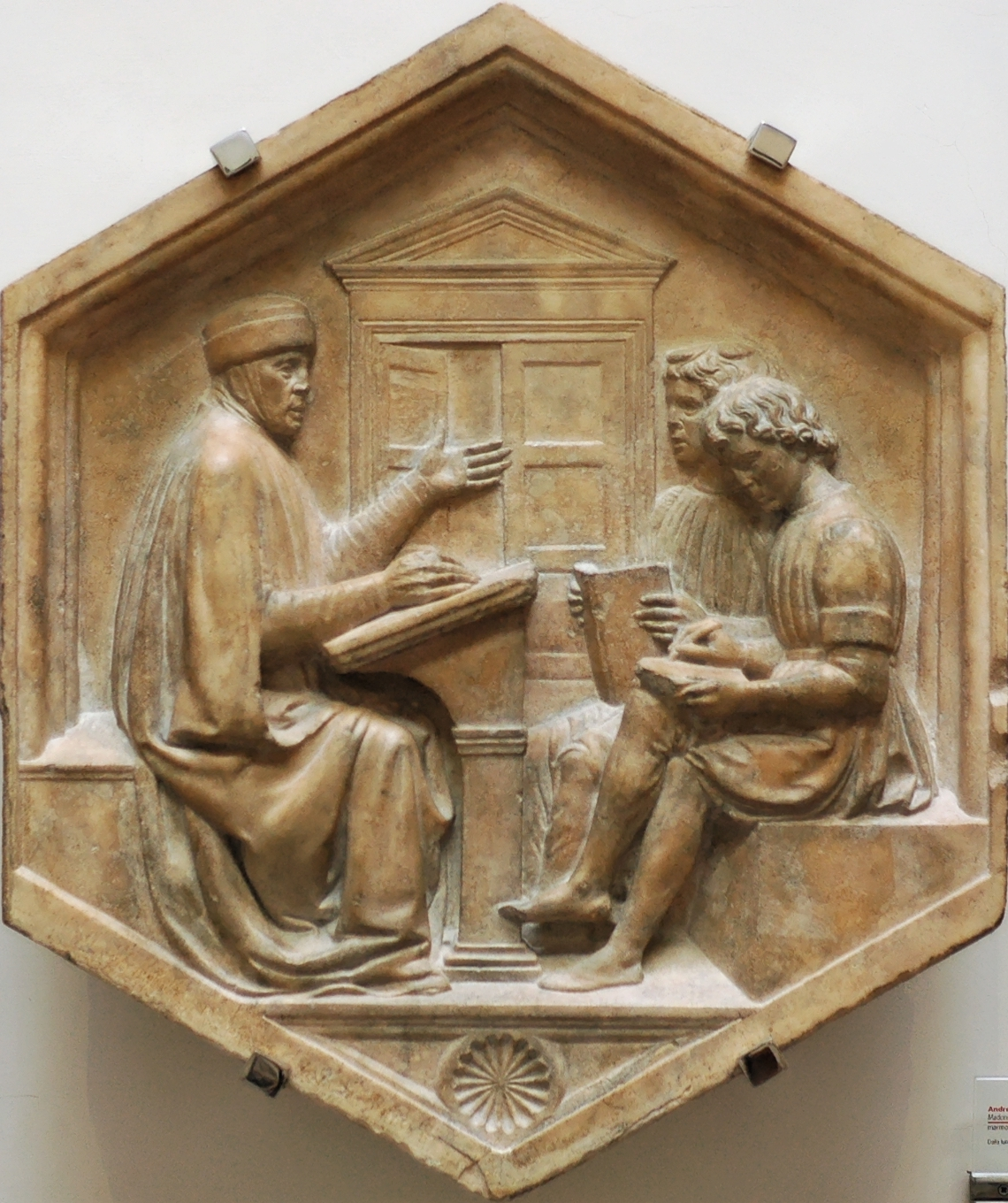
A arte da Gramática
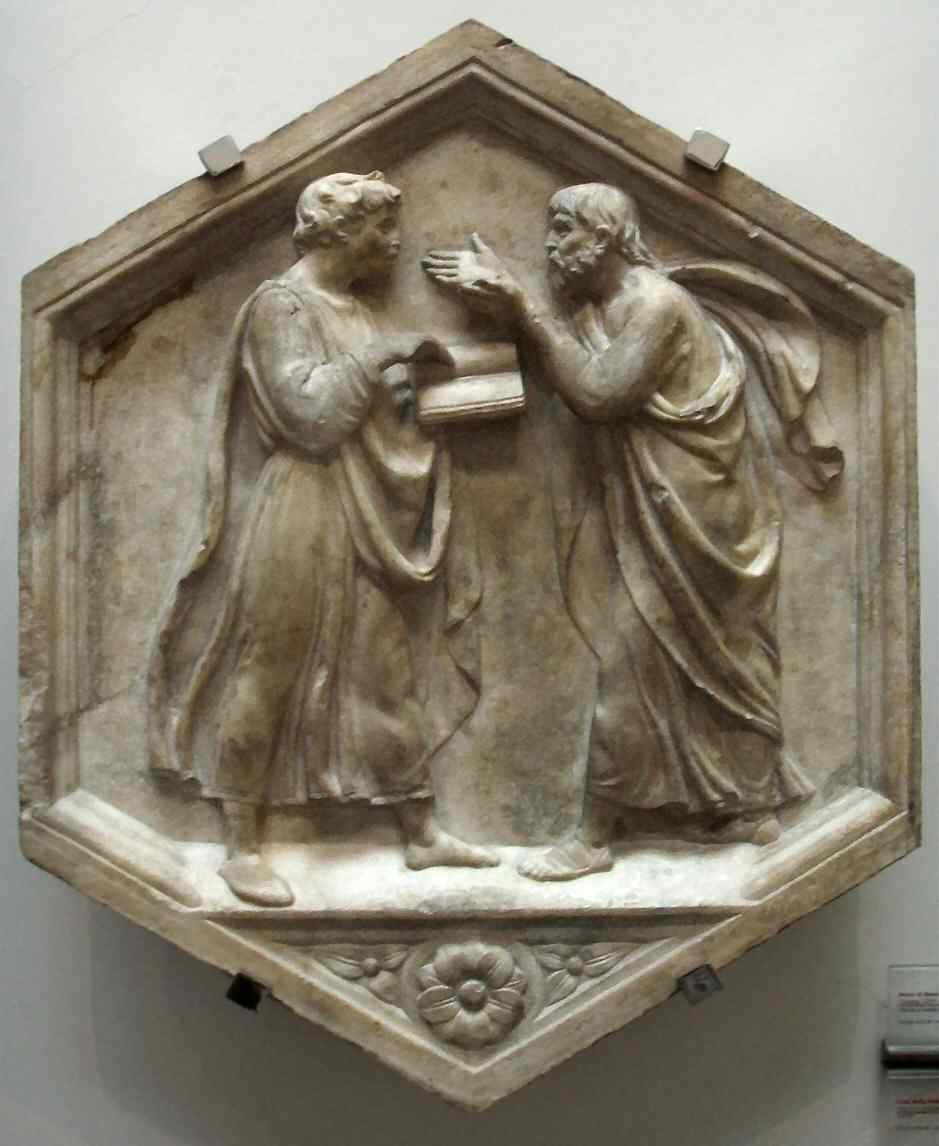
A arte da Filosofia
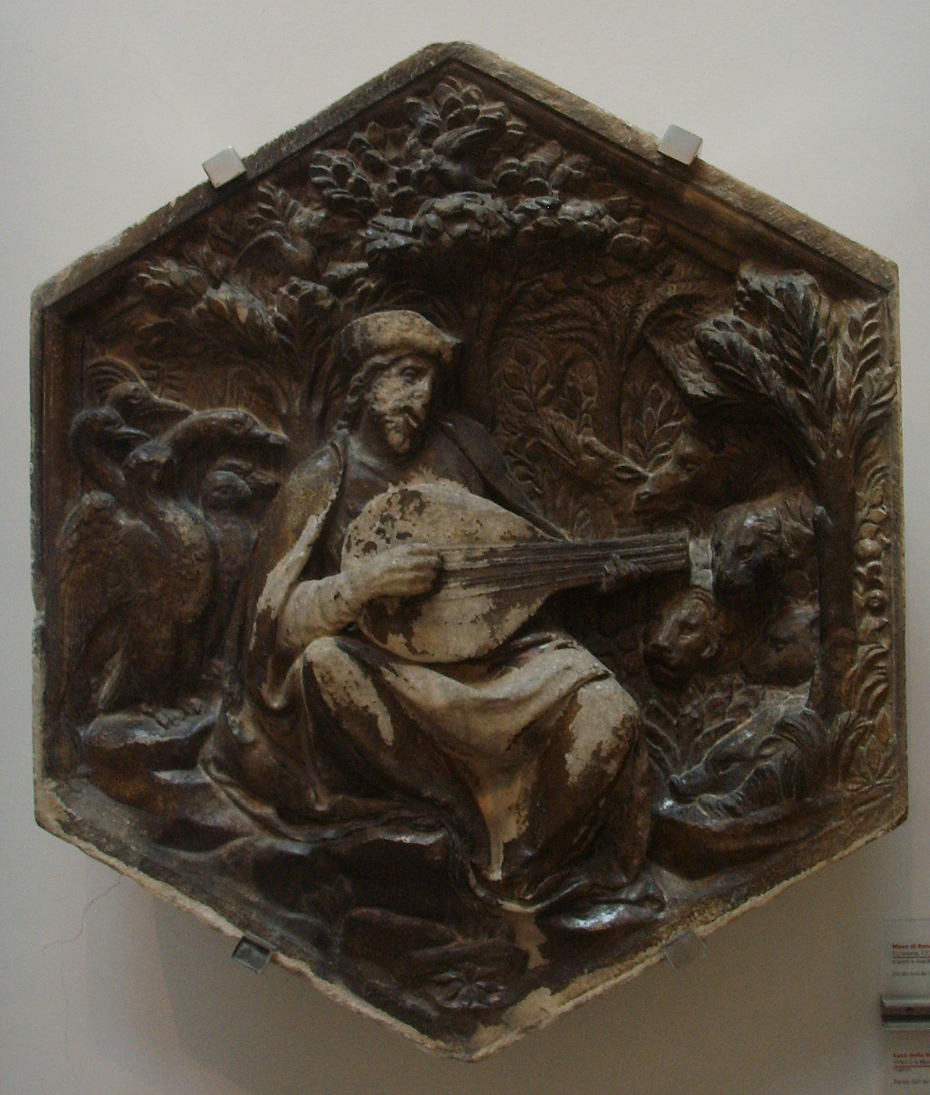
A arte da Música
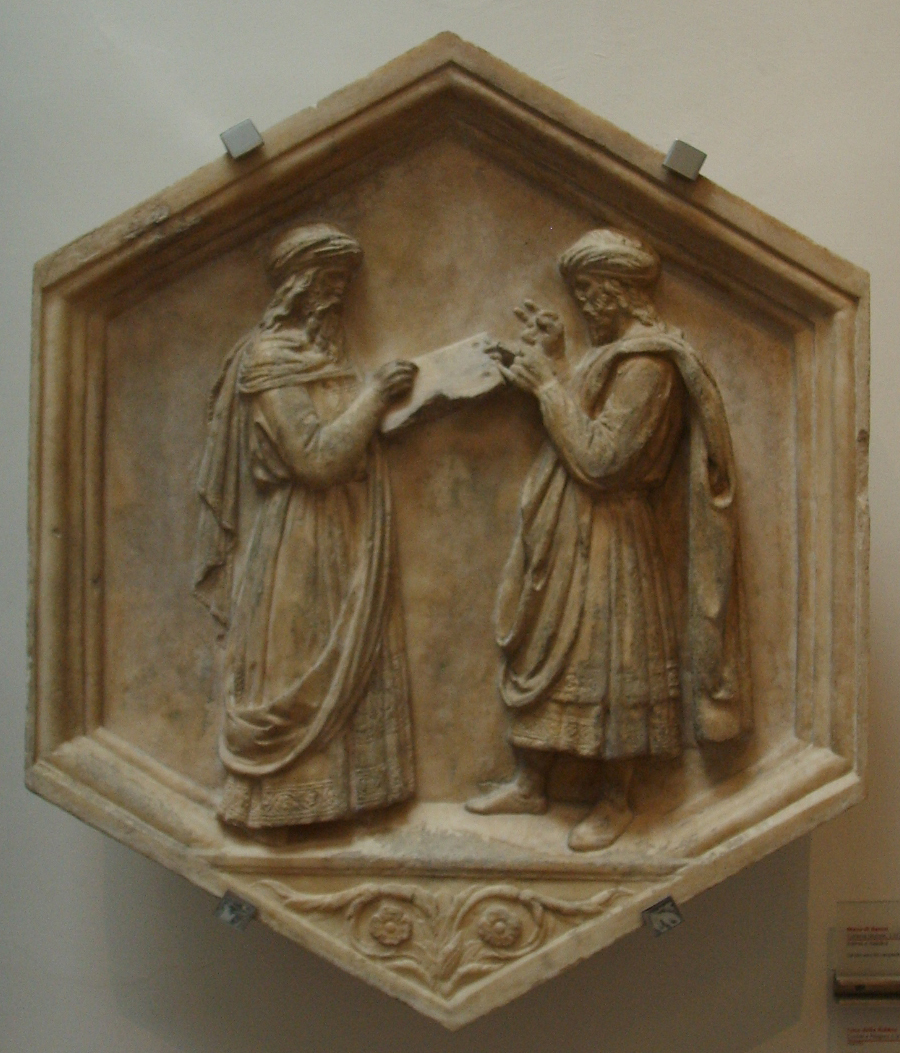
A arte da Geometria e Aritmética
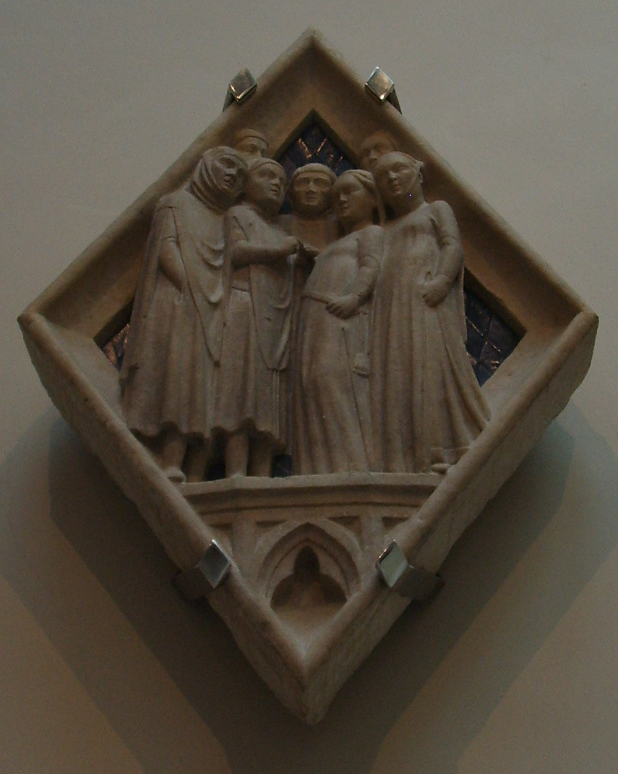
Losango dos Sacramentos: Casamento
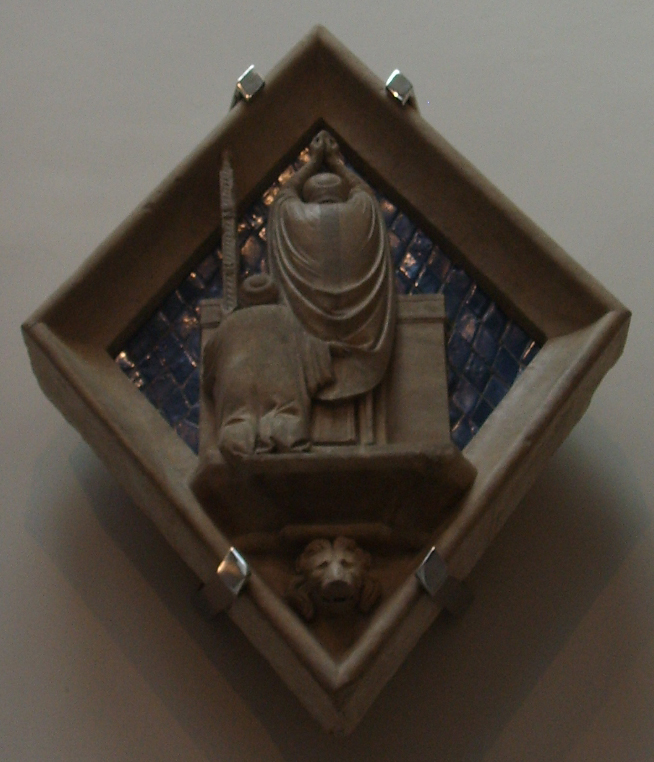
Losango dos Sacramentos: Eucaristia

#### A interpretação das imagens
A escolha dos temas é aparentemente convencional, pois não foge das tradicionais escolhas iconográficas: imagens do livro do Gênesis foram esculpidas ou ilustradas em várias fachadas, os Cicli dei Mesi com a representação das atividades do homem são muito difusos (exemplo célebre é o Portale dei Mesi em Ferrara; para permanecermos próximos de Florença, podem ser encontrados em Pisa, Lucca, Arezzo). Mas diferenças na escolha e na representação são muito evidentes.
Nos relevos do lado oeste do campanário é possível observar uma curiosa originalidade no tratamento de temas que, em outros lugares, seguem um rígido apego a formas pré-estabelecidas: falta a narração da tentação e da expulsão dos progenitores, privilegiando, em vez disso, o trabalho nos campos; na embriaguez de Noé, faltam os filhos que o observam ou tentam cobrir sua nudez, e toda a atenção se volta para a magnífíca videira, sob a qual repousa um barril realizado com cura. O objetivo então é de sintetizar a história bíblica e a representação da criatividade humana.
Na parte superior, os losangos dos planetas, organizados segundo o modelo de Ptolomeu, remetem às representações dos ´calendários.
Passando ao lado sul do campanário as atividades descritas se especializam, não são mais aquelas primitivas dos progenitores, mas aquelas desenvolvidas da necessidade e engenhosidade humanas. A figura humana é a protagonista absoluta. As virtudes da parte de cima estão estreitamente ligadas com o trabalho, através do homem e de sua elevação.
No lado leste, são celebradas outras atividades humanas, dentre elas a agricultura e o teatro, com o carro de Téspis, e também a representação do arquiteto que levanta a cabeça para olhar a catedral. São dignas de menção os baixo-relevos losângicos que, representando as Artes do Trivium e do Quadrivium, são uma celebração do Studium, da Universidade então recém aberta (1349) na rua que dá quase de frente para esse lado do campanário.
O lado norte inicialmente não apresentava a série de relevos hexagonais, pois ali existia uma passarela que dava acesso ao campanário a partir da catedral. Já na parte superior, quem percorria essa passarela se deparava com os relevos dos Sete Sacramentos. Quando a passarela foi retirada, foram colocados os cinco baixo-relevos feitos por Luca della Robbia e os dois baixo-relevos que estavam sobrando por causa da abertura da porta atual.
Quais foram, se existiram, os inspiradores desse complexo ciclo iconográfico? A crítica recente parece orientada a propor apenas dois nomes: Vicente de Beauvais, morto em 1264, autor do tratado intitulado Specula, em que subdivide em quatro espelhos todas as atividades celestes e humanas; ou então Fra Remigio dei Girolami, domenicano nascido em Florença que ainda estava vivo no início do século XIV, aluno de São Tomás de Aquino e (talvez) professor de Dante.

### As esculturas nos nichos ogivais

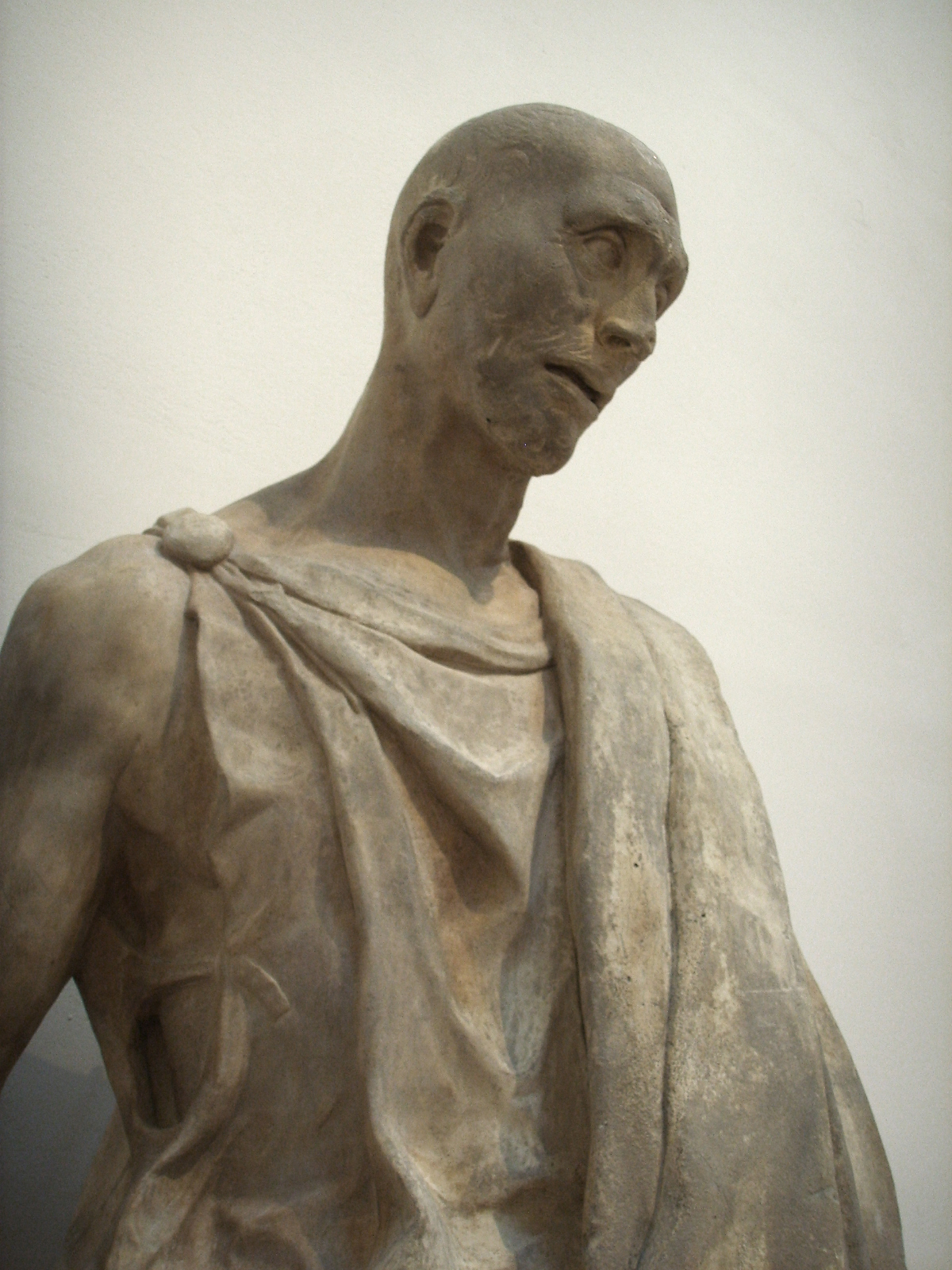
LAbacuc de Donatello (detalhe), original no Museo dell'Opera del Duomo em Florença

Na parte superior Andrea Pisano construiu dezesseis nichos ogivais (quatro de cada lado; num nível superior um friso de nichos cegos similares) para inserir três esculturas de vulto. Como no nível inferior o interior dos nichos permaneceu vazio até muito tempo depois do fim da construção do campanário, algumas dessas estátuas são verdadeiras obras de arte do Renascimento.
As dezesseis estátuas se encontram, desde 1937, no Museo dell'Opera del Duomo de Florença, e as que se encontram no campanário são apenas cópias.

#### Lado norte
Estas quatro estátuas se encontravam, até 1464, no lado oeste, o mais importante pois é contíguo à fachada, mas como a porta de Andrea Pisano do Batistério, foram transferidas para dar espaço a obras do Renascimento, mais apreciadas, neste caso, as esculturas de Donatello. O lado norte, por sua vez, era aquele menos visível, pois era muito próximo ao Duomo. Essas estátuas, mais do que esculturas de vulto, podem ser consideradas alto-relevos muito salientes, rústicas na parte de trás onde o nicho cobria a visão.
- Sibilla Tiburtina, Andrea e Nino Pisano (1337 - 1341)
- David, Andrea e Nino Pisano (1337 - 1341)
- Salomão, Andrea Pisano (1337-1341)
- Sibilla Etritrea, Andrea e Nino Pisano (1337 - 1341)

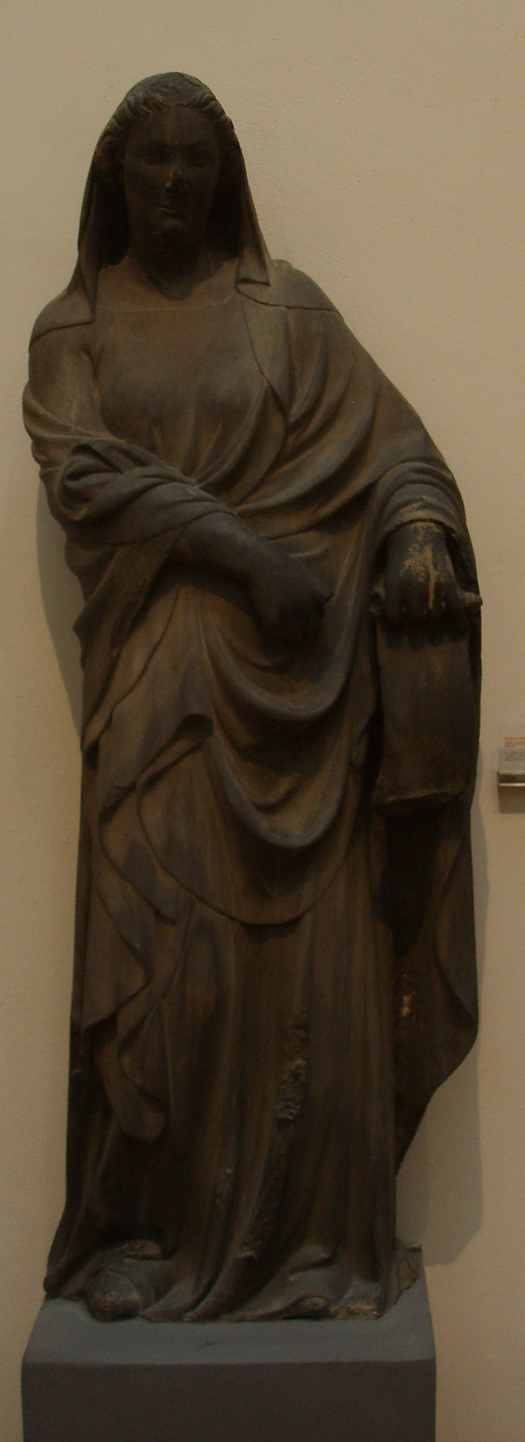
Andrea e Nino Pisano, Sibilla Tiburtina
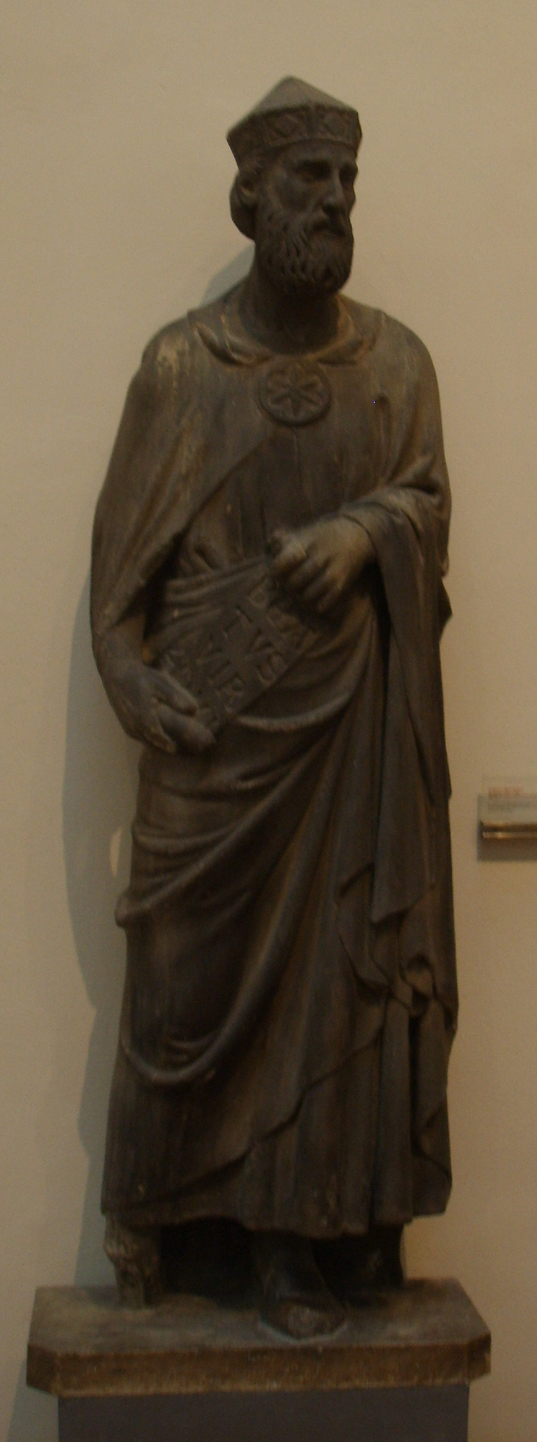
Andrea e Nino Pisano, Davi
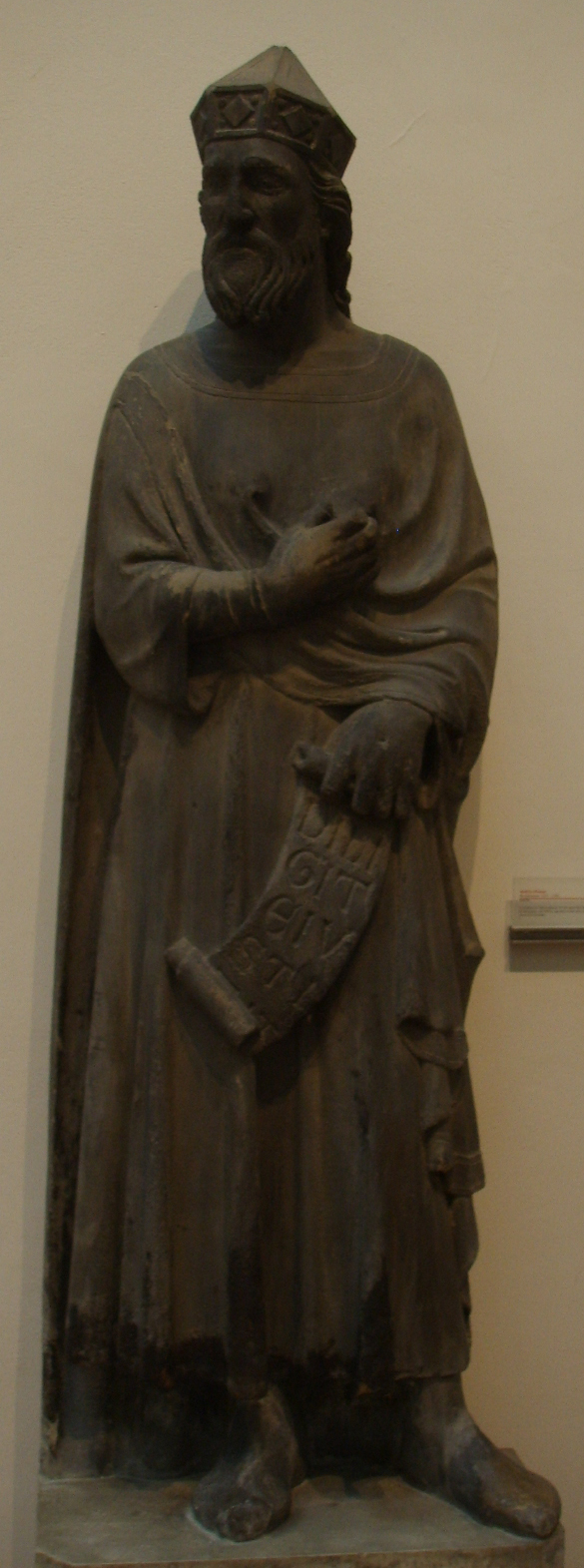
Andrea Pisano, Salomão
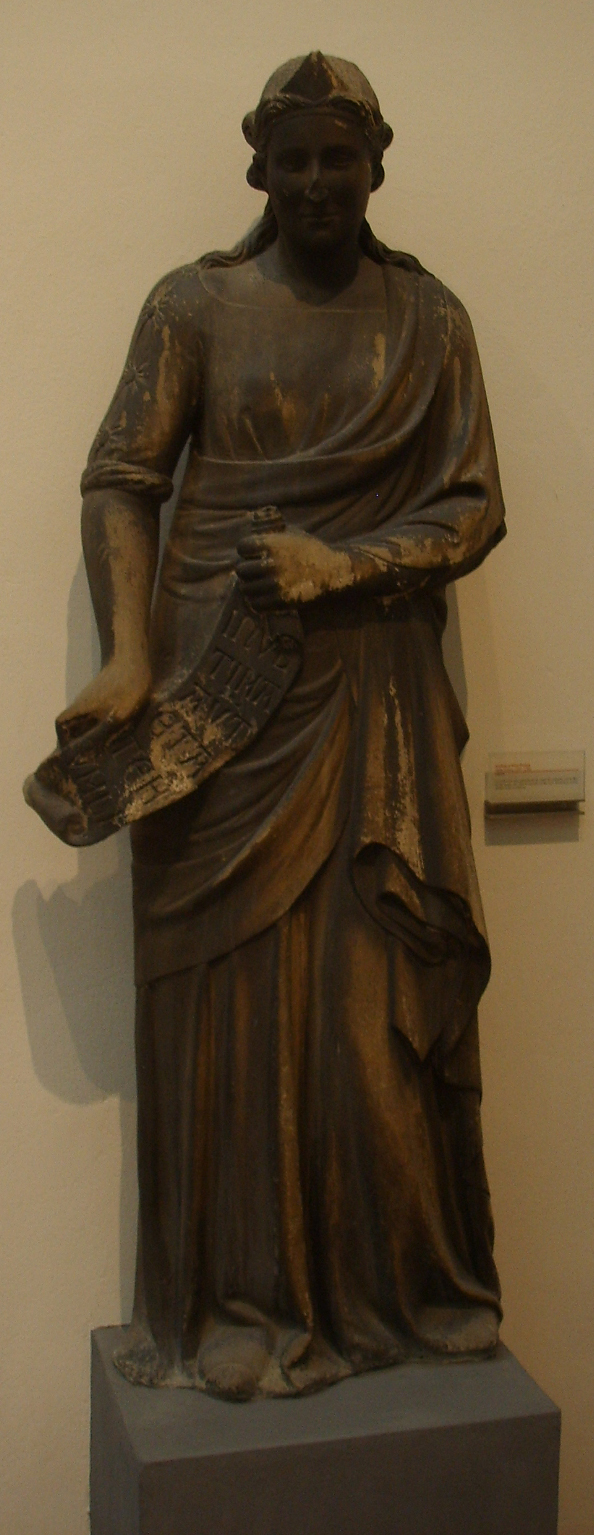
Andrea e Nino Pisano, Sibilla Etritrea

#### Lado oeste
Estas quatro esculturas foram as últimas quatro a serem esculpidas (1420 - 1435). Quando os trabalhos terminaram, os Operários do Duomo ficaram tão satisfeitos com os resultados que as colocaram no lado oeste, o mais importante, transferindo ao lado norte as estátuas mais antigas de Andrea Pisano e colaboradores.
- Profeta, já identificado com São João Batista, Nanni di Bartolo (1425 aproximadamente, a assinatura de Donatello, na base, é com certeza de data posterior).[12]
- Profeta Abacuc, Donatello (1423 - 1425)
- Profeta Geremia, Donatello (1427 - 1435)
- Profeta Abdia, Nanni Bartolo (por volta de 1422)

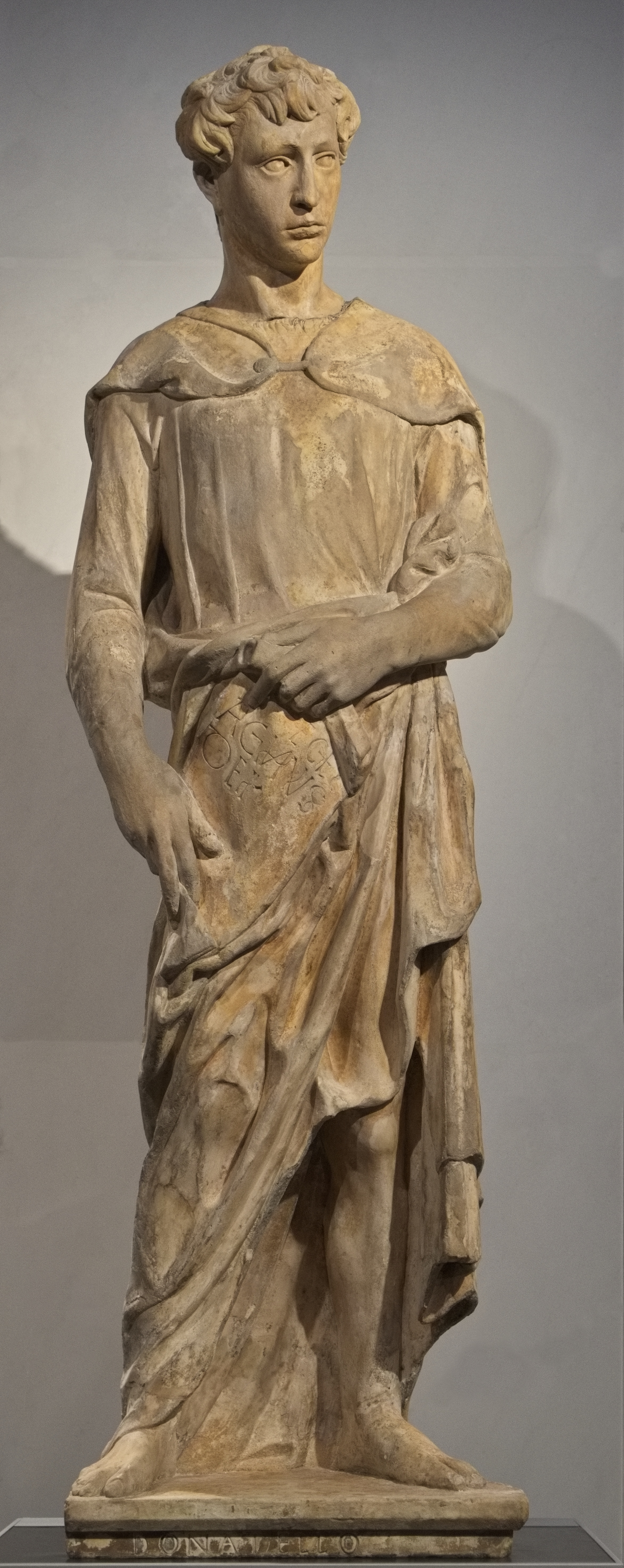
Nanni di Bartolo, Profeta
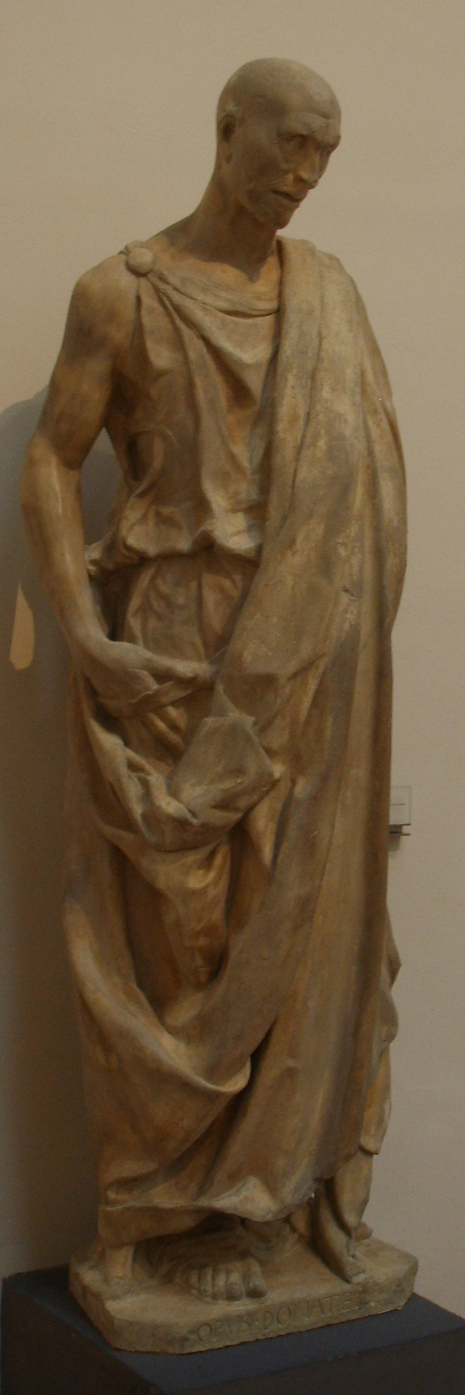
Donatello, Abacuc
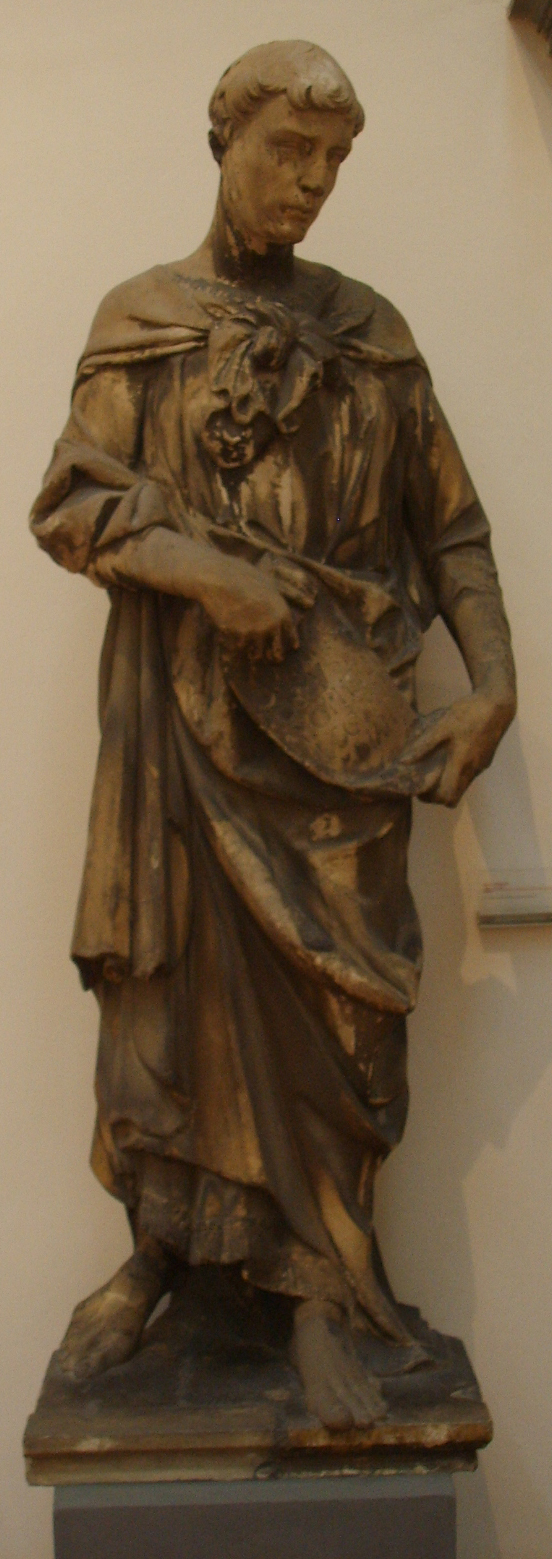
Nanni di Bartolo, Abdia

#### Lado sul

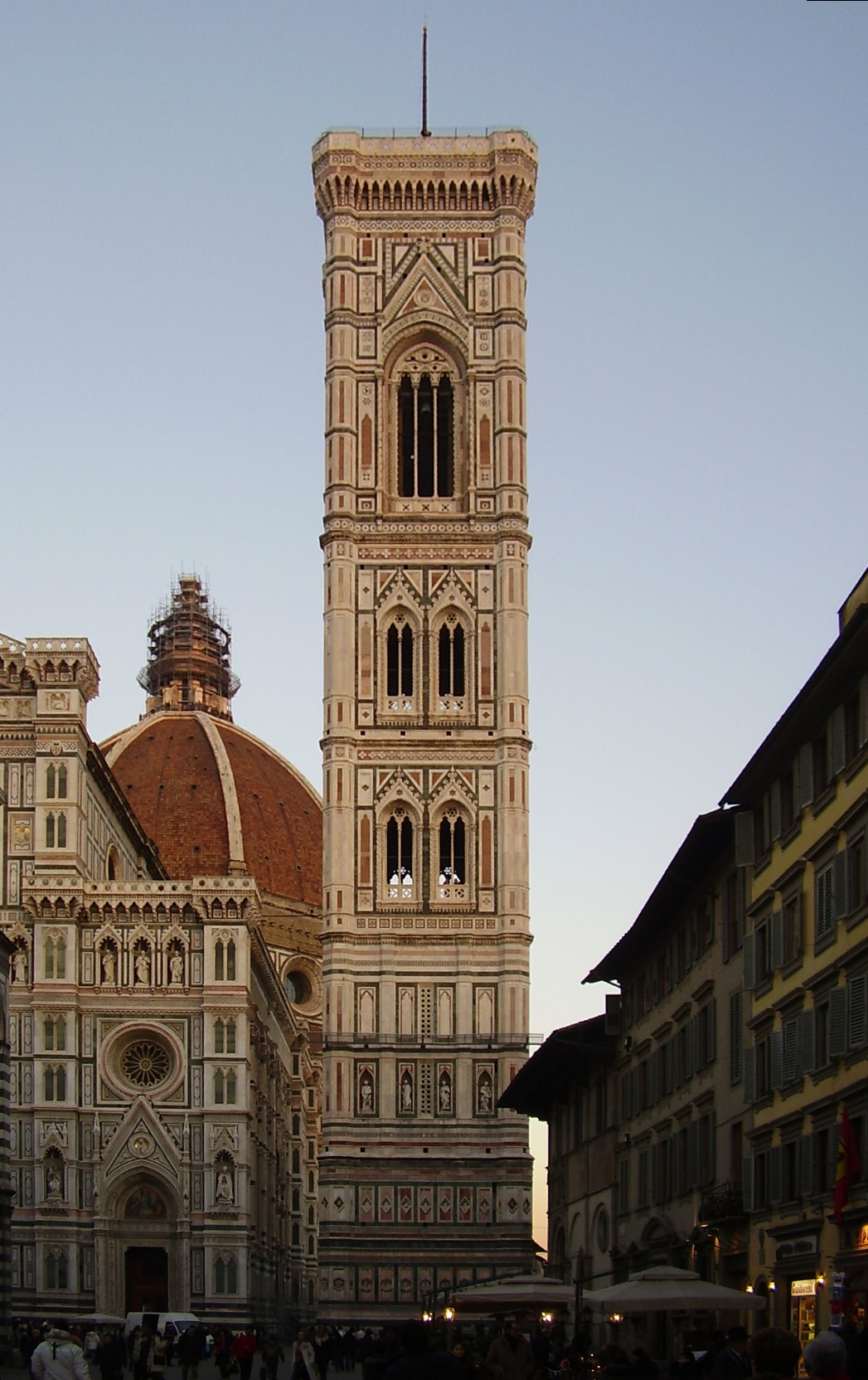
Vista do lado oeste do Campanário de Giotto

Os quatro profetas do lado sul são caracterizados por um senso maior de volume e uma inspiração mais clássica se comparados com aqueles do lado norte, imediatamente anteriores e já atribuídos à tardia intervenção de Andrea Pisano.
As esculturas do lado sul, hoje são em parte atribuídas a Maso di Banco e aos artistas de seu círculo, nas datas que variam entre 1334 e 1341.
- Profeta Moisés, Maso di Banco
- Profeta, Andrea e Nino Pisano
- Profeta, Mestre de Armadura
- Profeta, Maso di Banco

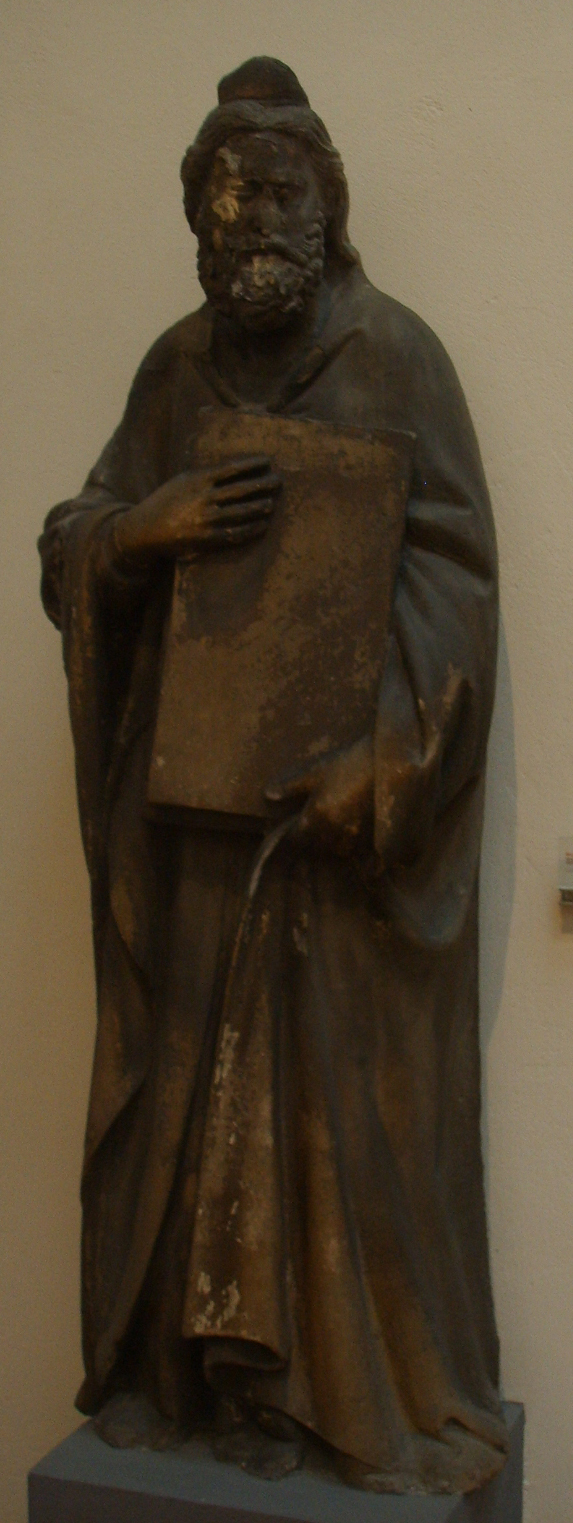
Maso di Banco, Moisés
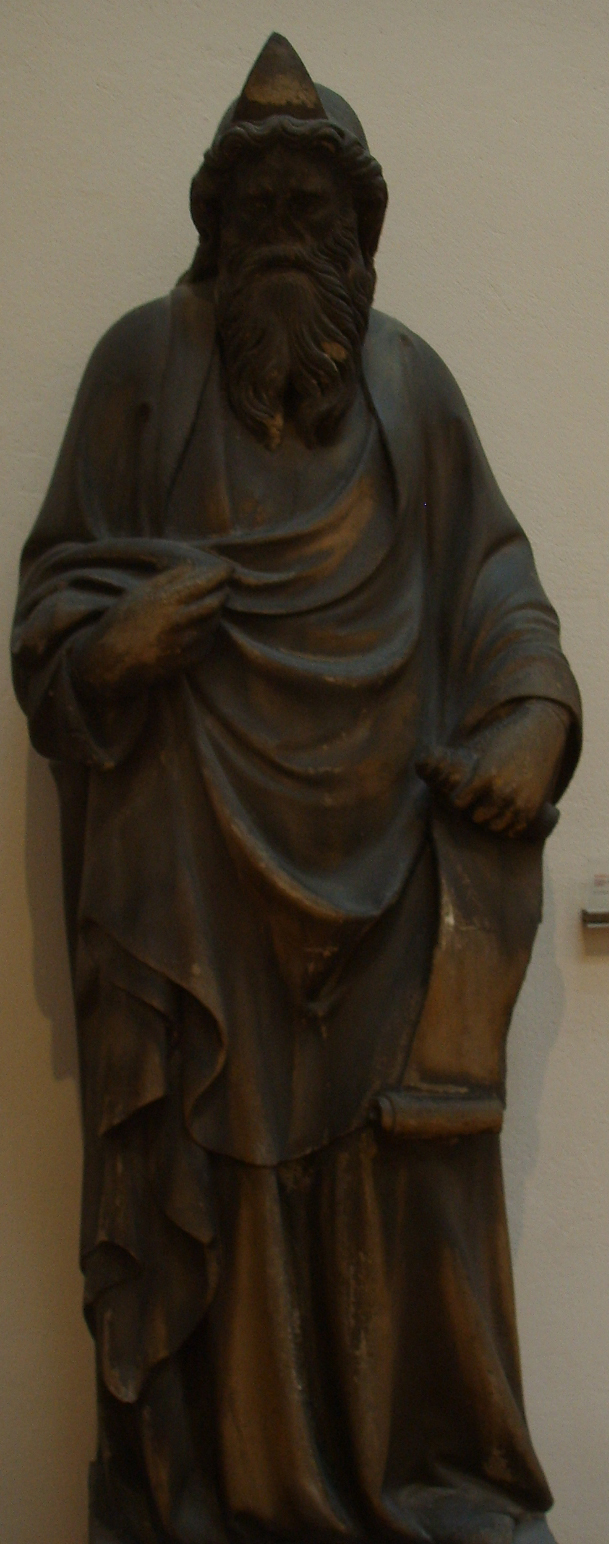
Andrea e Nino Pisano, Profeta
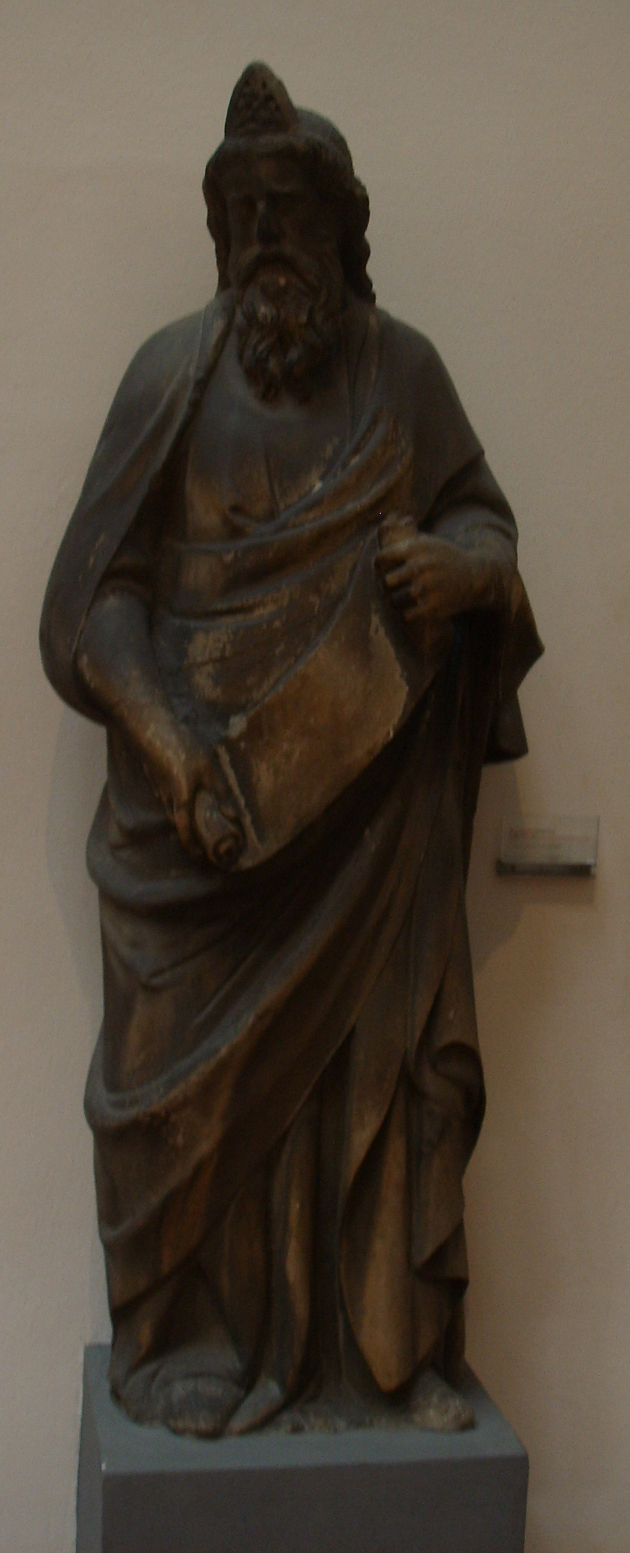
Mestre de Armadura, Profeta
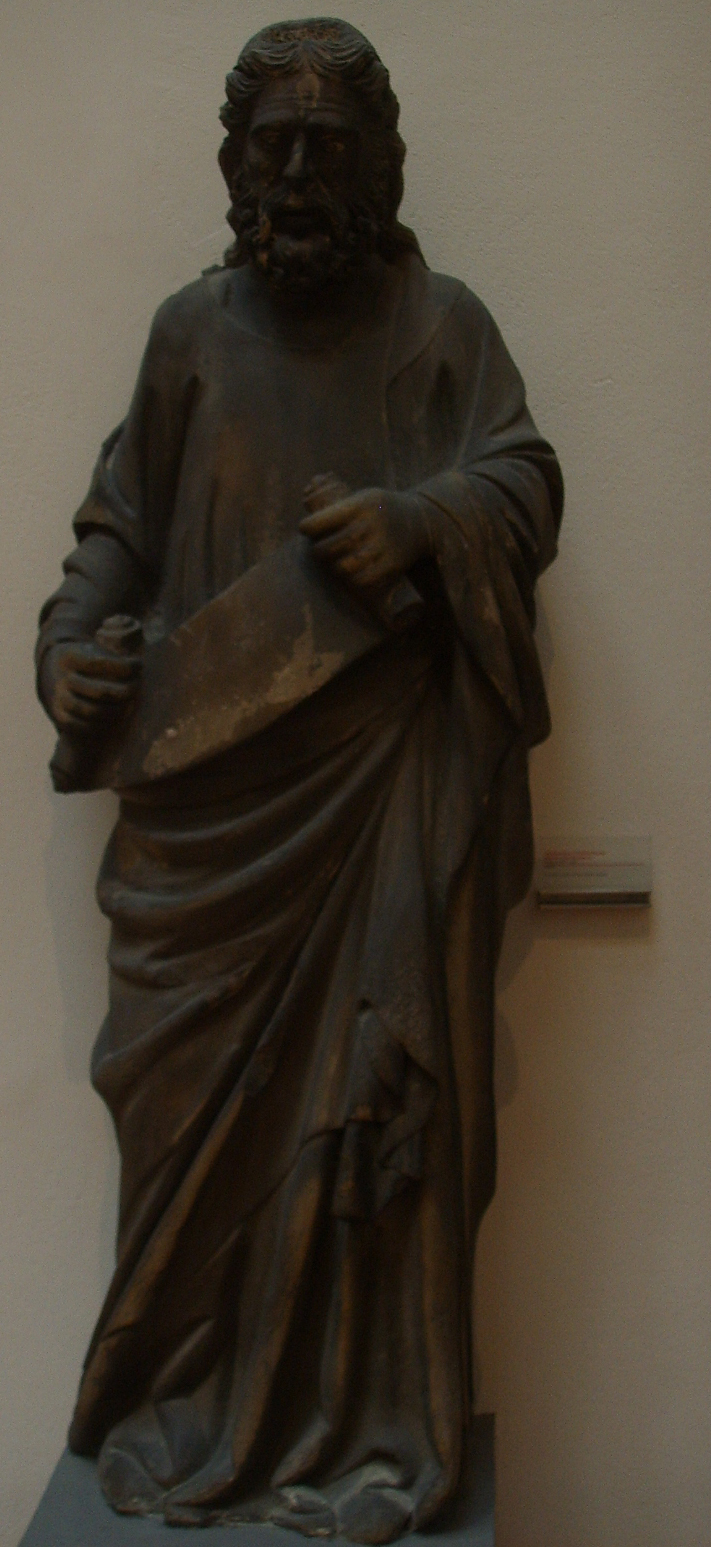
Maso di Banco, Profeta

#### Lado leste
As quatro esculturas, dedicadas a profetas e patriarcas, foram esculpidas entre 1408 e 1421.
- Profeta imberbe, Donatello (1416-1418)
- Profeta barbado, Nanni di Bartolo (1408)
- Sacrifício de Isaac (Donatello), Donatello e Nanni di Bartolo (1421)
- Profeta barbado, chamado de O Pensativo, Donatello (1418 - 1420)

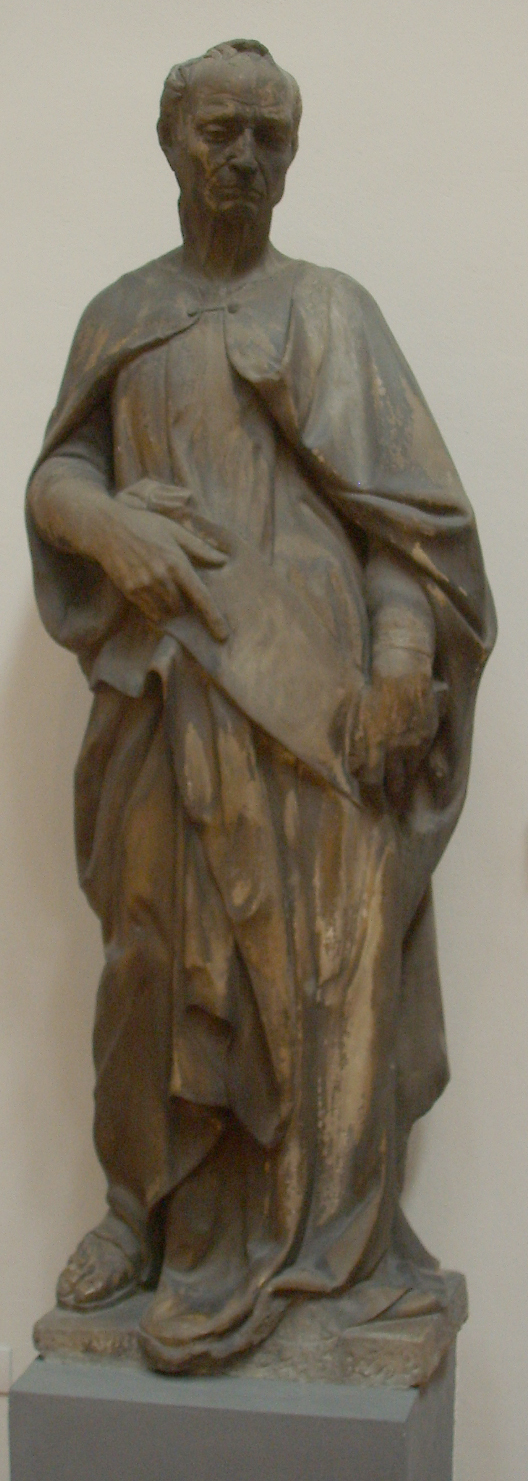
Donatello, Profeta imberbe
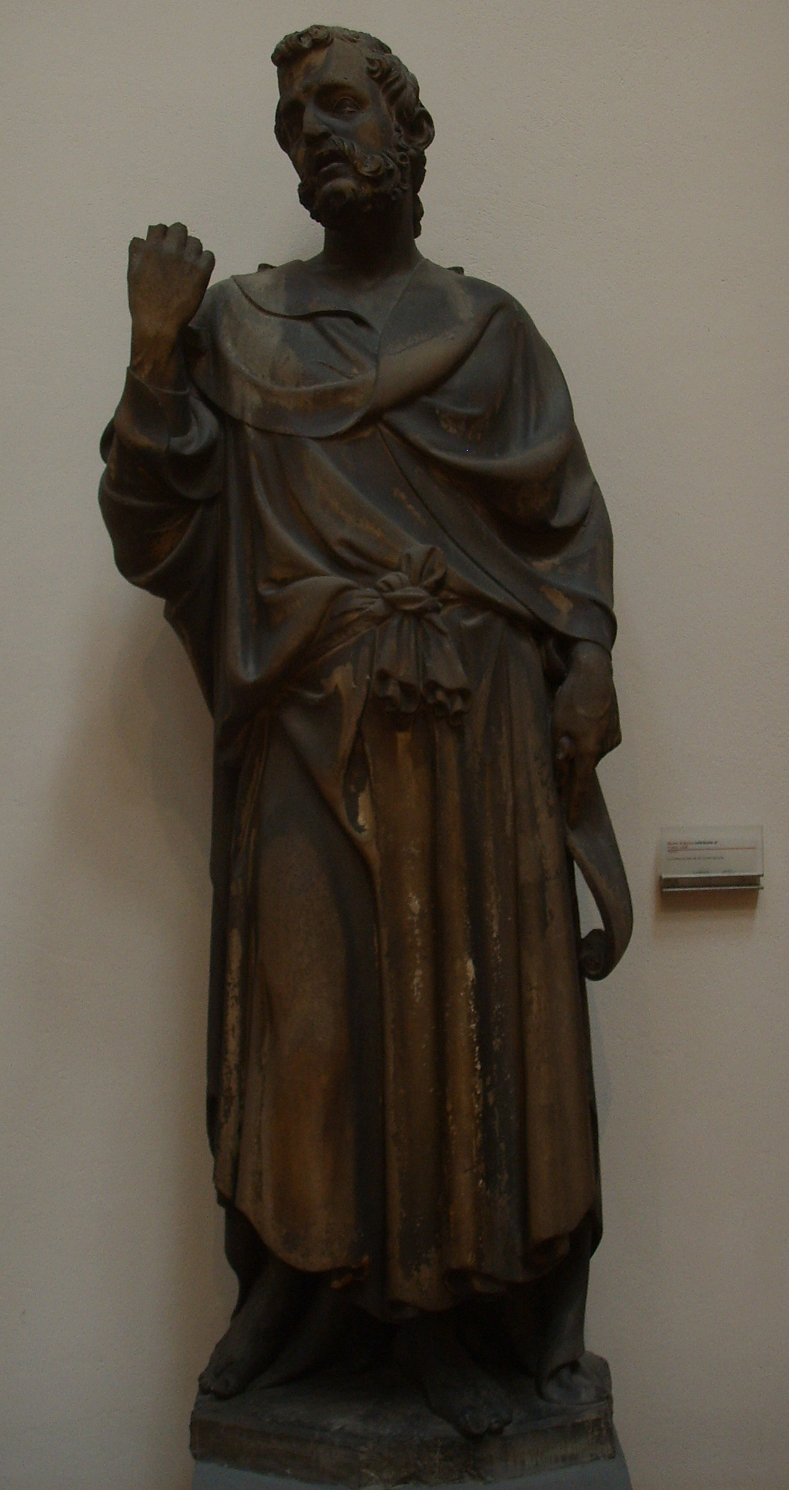
Nanni di Bartolo, Profeta barbado
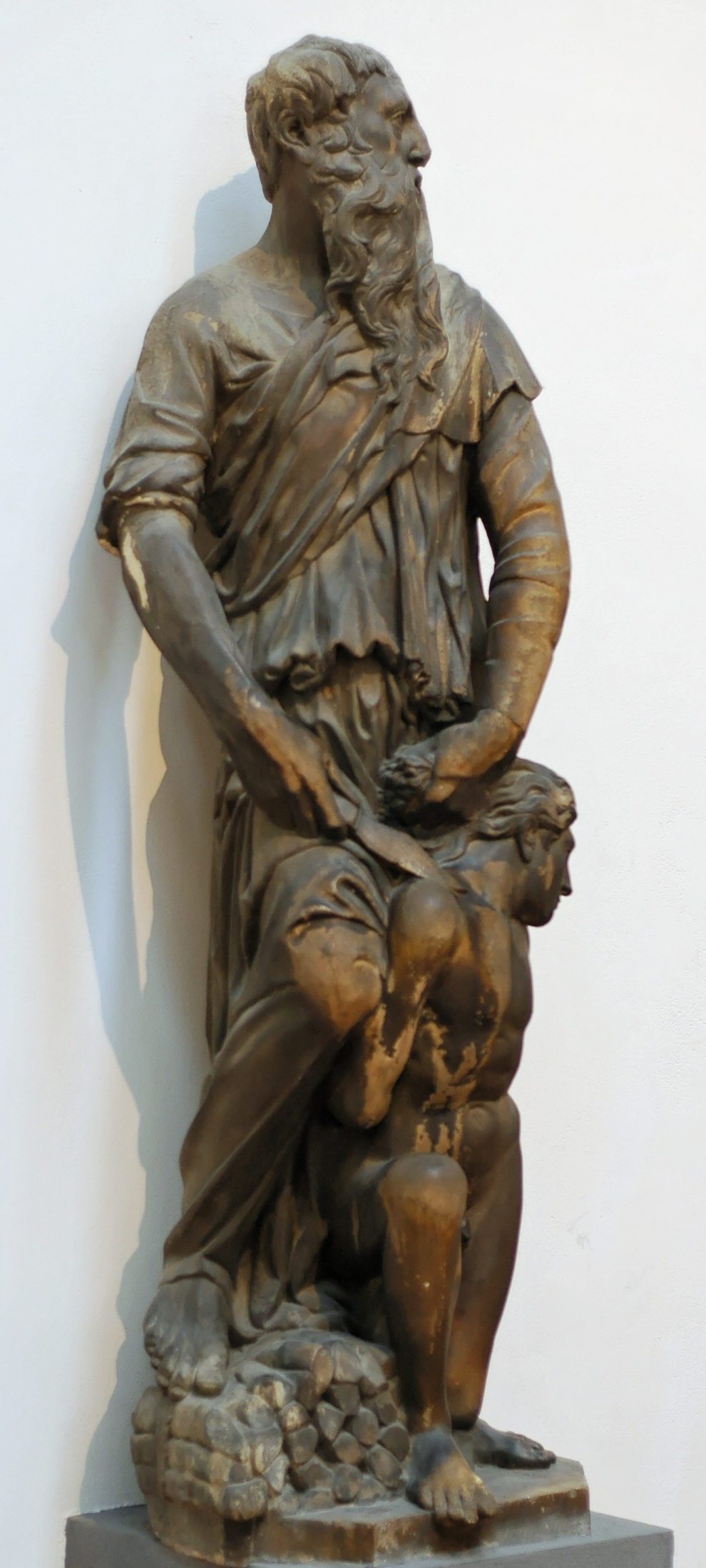
Donatello, Sacrifício de Isaac
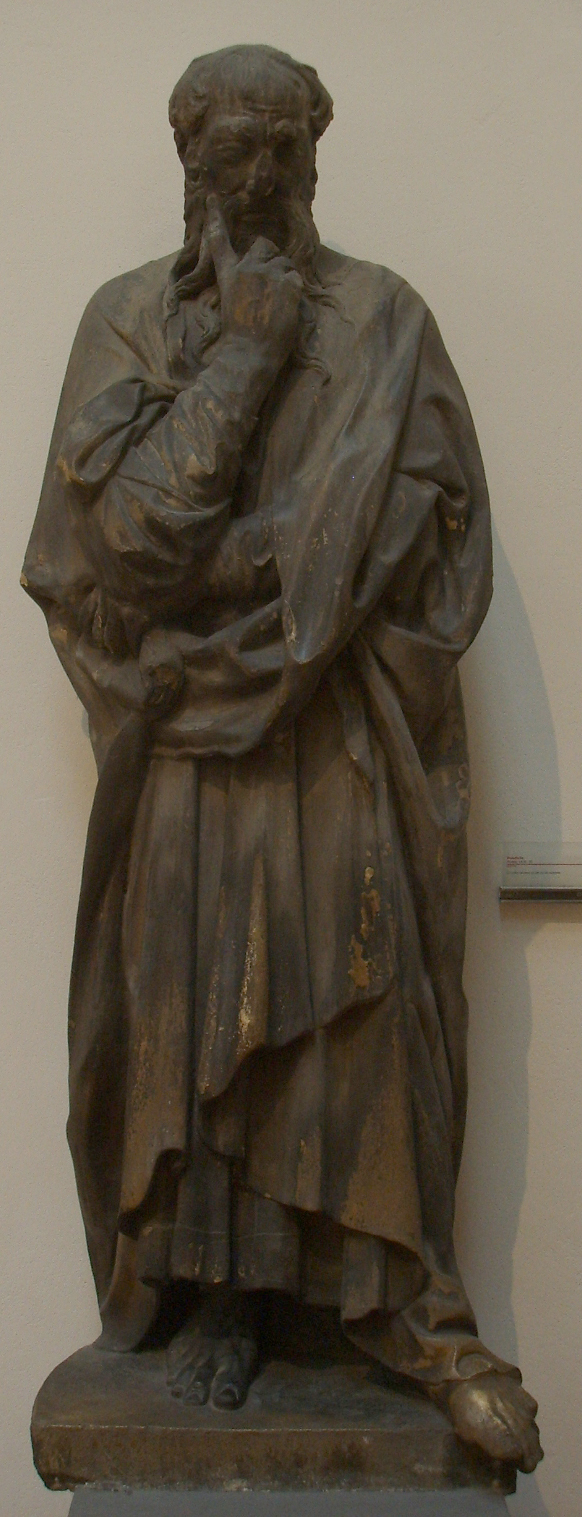
Donatello, O Pensativo